# 伦勃朗
伦勃朗·哈尔门松·范赖恩（荷蘭語：Rembrandt Harmenszoon van Rijn；1606年7月15日—1669年10月4日），通称伦勃朗，巴洛克繪畫藝術的代表畫家之一，也是17世紀荷蘭黄金时代绘画的主要人物，被认为是荷兰历史上最伟大的画家；在2004年票選最偉大的荷蘭人當中，他排行位於第九，次於第八的安妮·法蘭克。他所處的年代被稱為荷蘭黃金時代，荷蘭的科學藝術與商貿成就達到頂峰。
伦勃朗年少成名，惟半生潦倒。其作品在他在世时即享有盛名，几乎当时所有重要的荷兰画家都出自他的门下。伦勃朗的顶峰之作当属肖像画包括自画像以及取自圣经内容的绘画。他的一系列自画像如同一部独一无二的自传，画家的自我审视真诚而不矫饰。
伦勃朗虽然从未出国游历，但他的绘画风格受到了在意大利深造过的古画大师及荷兰和弗兰德斯画家的影响。在油画和版画创作中，伦勃朗展现了他对古典意象的完美把握，同时加入了他自身的经验和观察。比如圣经场景的绘画中，同时体现了他对圣经文本的理解，对古典构图的运用，以及他对阿姆斯特丹犹太族群的观察。正由于这种感同身受的力量，他被称为“文明的先知”。伦勃朗的著名畫作有《夜巡》、《月亮与狩猎女神》、《犹太新娘》及《杜爾博士的解剖學課》等。
在伦勃朗的作品中，明暗对照法得到了充分的运用，着重捕捉光线和阴影的绘画技术让人物栩栩如生。与同时代的画家不同，伦勃朗表现的并非是人物的美貌或财富，而是经过深刻洞察后的人性与内在心理。写实的呈现方式，毫不掩饰时间与岁月在模特身上留下的印记是伦勃朗作品的一大特点。他的作品题材多样，从经典的历史场景，故事传说到日常生活场景与人像。他的两任妻子，莎斯姬亚·伦勃朗与斯托芬，经常成为他作品中女性人物的原型。
2009年2月27日國際天文學聯合會將水星上33.2°S, 271.8°W的大撞擊坑命名為伦勃朗撞擊坑。

## 早年生平与教育经历

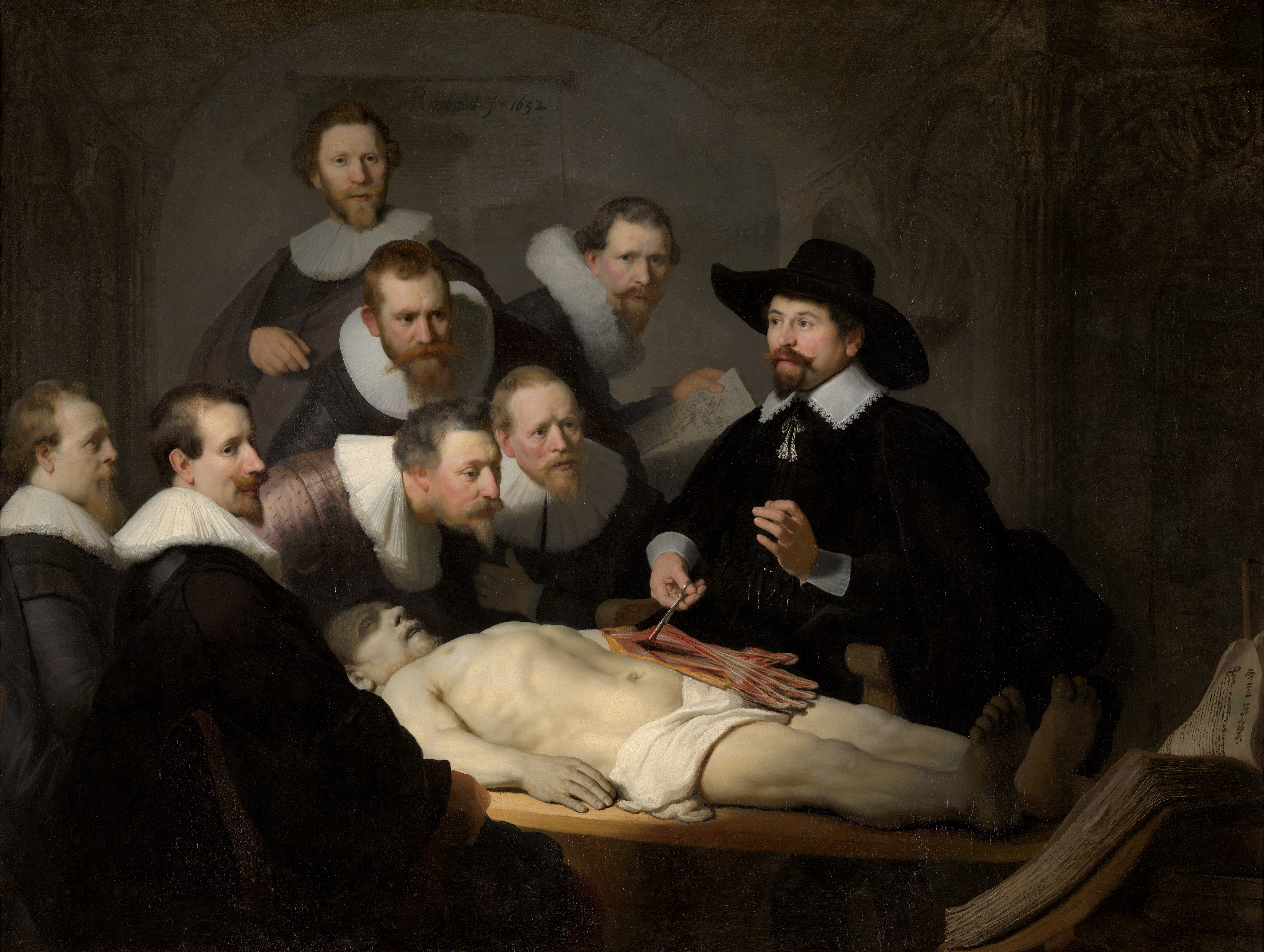
代表作之一：《杜爾博士的解剖學課》

林布蘭于1606年7月15日生在荷兰共和国时期的莱顿。「林布蘭」這個名字也許來自他的外曾祖母倫布婕（Reijmptje），「倫布婕」和「林布蘭」的發音很相近。他是家中第八个孩子，父亲是磨坊主，母亲是面包师的女儿，他们共育有十个孩子。宽裕的资产阶级家庭条件让他在家乡度过了无忧无虑的童年生活。他的母亲是天主教徒，父亲信奉荷兰规正会，因此宗教成为了伦勃朗作品的核心主题之一，他所生活时期的浓厚宗教氛围也使他的信仰问题备受学界关注。
10岁到14岁期间，他进入了管制严格的拉丁文学校就读，并接受了最初的美术教育，并于14岁进莱顿大学并主修哲学，不过他很快就放弃了在哲学方向发展的道路。
1621年，林布蘭决定全身心投入于绘画并在一个当地画家Jacob van Swanenburgh的画室中做学徒。1624年，他获得了在荷兰当时最著名的画家彼得·拉斯特曼于阿姆斯特丹的画室中当学徒的机会并在拉斯曼手下工作了六个月。在1625年，伦勃朗在雅各布·皮纳斯那里停留了数月，尽管西蒙·范·莱文声称伦勃朗师从乔里斯·范·斯库滕。彼时，他已经基本掌握油画、素描和蚀刻画的技巧并发展了自己的风格，之后便开设了自己的工作室。

## 绘画生涯
1625年，伦勃朗与同门好友扬·列文斯一起在自己的家乡莱顿开画室招徒作画，期间画了许多自画像。自1627年起，伦勃朗开始招收学生，其中便包括赫里特·道和艾萨克·德·朱德维尔。据说琼·休德科珀于1628年成为了伦勃朗的第一位买家。1629年，政治家康斯坦丁·惠更斯（Constantijn Huygens）发现了伦勃朗的才华，并帮助他从海牙宫廷获得了重要的委托。在这之后，奥兰治亲王弗雷德里克·亨德里克开始持续从伦勃朗那里购买画作。
在1631年末，伦勃朗离开莱顿去往阿姆斯特丹这座迅速发展的商业和贸易中心，并在30年代就成为阿姆斯特丹的主要肖像画家。在这里，他首次以专业肖像画家的身份开始工作，并取得了巨大的成功。他最初与艺术品经销商亨德里克·范·尤伦伯格住在一起，并于1634年与他的表妹莎斯姬亚·凡·优伦堡结婚。莎斯姬亚来自名门旺第：她的父亲是一名律师，曾担任吕伐登市长。伦勃朗夫妇在亲属不在场的情况下在当地的圣教堂举行了婚礼。同年，伦勃朗成为阿姆斯特丹公民，并成为当地画家协会的会员，并收了不少学生，其中包括费迪南德·波尔和戈弗特·弗林克。
伦勃朗的肖像画风格人物安排具有戏剧性，深深打动人心，他以神话和宗教故事为题材的作品供不应求。他对戏剧很感兴趣，经常利用如同舞台高光的亮色描绘在阴暗背景下的人物。1650年代后，他的画更为宽阔有力，利用疊色使画面更加有立体感。
从1640年代开始，他经常到乡村漫步和作画，创作了许多反映大自然的素描和版画，风格质朴。1661年是他作画最多的一年，1663年以后就作画较少，结交了许多中下阶层的市民，眼界更为开阔，技巧更为成熟，创造力达到顶峰。

林布蘭的名作《夜巡》

1642年林布蘭創作《夜巡》，也是他生涯的轉折點之一。《夜巡》是阿姆斯特丹射擊協會的一群人合資請林布蘭繪製的。林布蘭在這些志願民兵的群像構圖上，未依照當時軍人需依身份及軍階排列的不成文規定，因此造成民兵不滿，要求重畫，但林布蘭沒有答應，因此告上法庭，林布蘭因此受到許多的攻擊及疏遠。
林布蘭和他的妻子莎斯姬亚·林布蘭生有4个孩子，只有最小的一个存活，但他妻子在生孩子后不久去世。
他和女仆斯托芬住在一起，斯托芬为他生了一个女儿，为此受到教会的谴责为「罪恶的生活」。由于他为了画画经常采购大量的衣物和绘画工具，从不计较财产，所以很快就到了破产的边缘。
晚年的林布蘭獲得一個翻身的機會。阿姆斯特丹剛剛建成的市政廳，需要一幅表現古代荷蘭英雄西菲利斯（Claudius Civilis) 反抗羅馬暴政的巨幅畫作。 然而他的畫卻讓政府官員對他徹底失望了，英雄西菲利斯是獨眼殘疾人這沒錯， 但他沒有像其他畫家只畫他健全的那一側，最後為了生計，他將這幅畫砍得七零八落。
1669年他在贫病中去世，身边只有女儿陪伴，死后葬在西教堂一个无名墓地中。
林布蘭一生留下600多幅油画，300多幅蚀版画和200多幅素描，几乎画了100多幅自画像，而且几乎他所有的家人都在他的画中出现过。

## 时期和风格

《月亮与狩猎女神》

- 1625 - 1631 莱顿时期，受到彼得·拉斯特曼的影响，这个时期的作品以小幅，精致为特点。画中人物的服饰与首饰被清晰地描绘出来。宗教主题较多。
- 1634 - 1636 阿姆斯特丹时期，浓墨重彩的大型油画与人物肖像画成为主流。
- 1640后，家庭的悲剧让他的绘画风格变得朴素与低沉。绘画的主题由原来旧约故事变成了新约的故事，浮华的风格变为了深沉的情感表达。油画的尺寸也缩小了，充满了阴影与自然的力量。
- 1650年代，林布蘭重新开始进行大型油画创作并且运用丰富的色彩。他重新采用了史诗与宗教题材的作品，只是更加爱表现在一组群像中孤立的人物。
- 晚年。他绘制了众多的自画像，在自画像中真实的表现了他饱经生活的悲欢离合之后沧桑衰老的面容。

## 自画像
和德国文艺复兴时期艺术家丢勒一样，林布蘭对自画像有着特殊的情感，一生之中留下了数量众多的自画像，包括速写、素描、版画和油画等创作手法，每一时期创作的自画像都反映了画家当时的艺术特色，其晚年的自画像和同时期的其他作品一样，笔触豪放而概括，形象生动而细腻，具有强烈的艺术感染力。

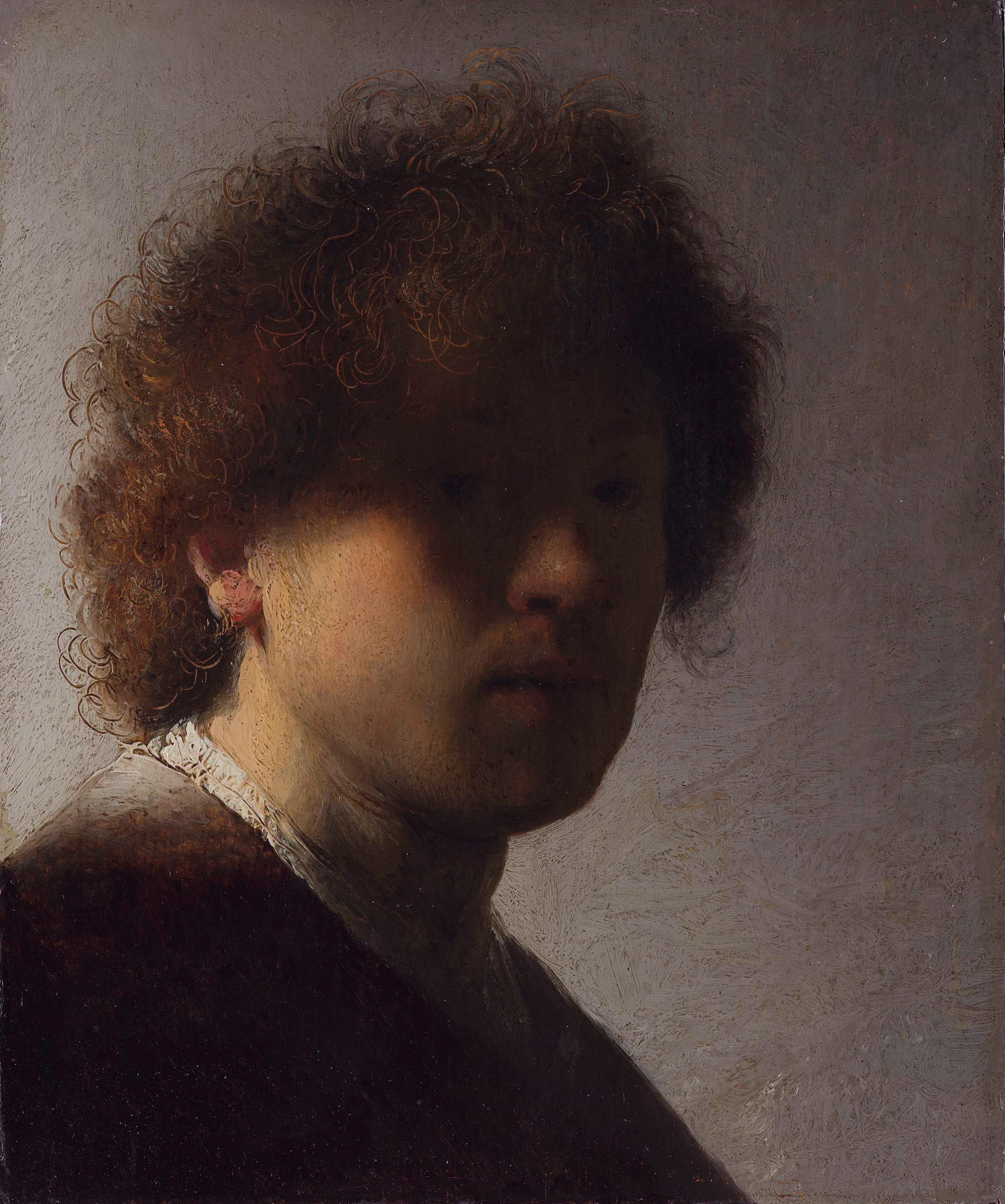
年輕的伦勃朗，繪製於1628年，當時他22歲
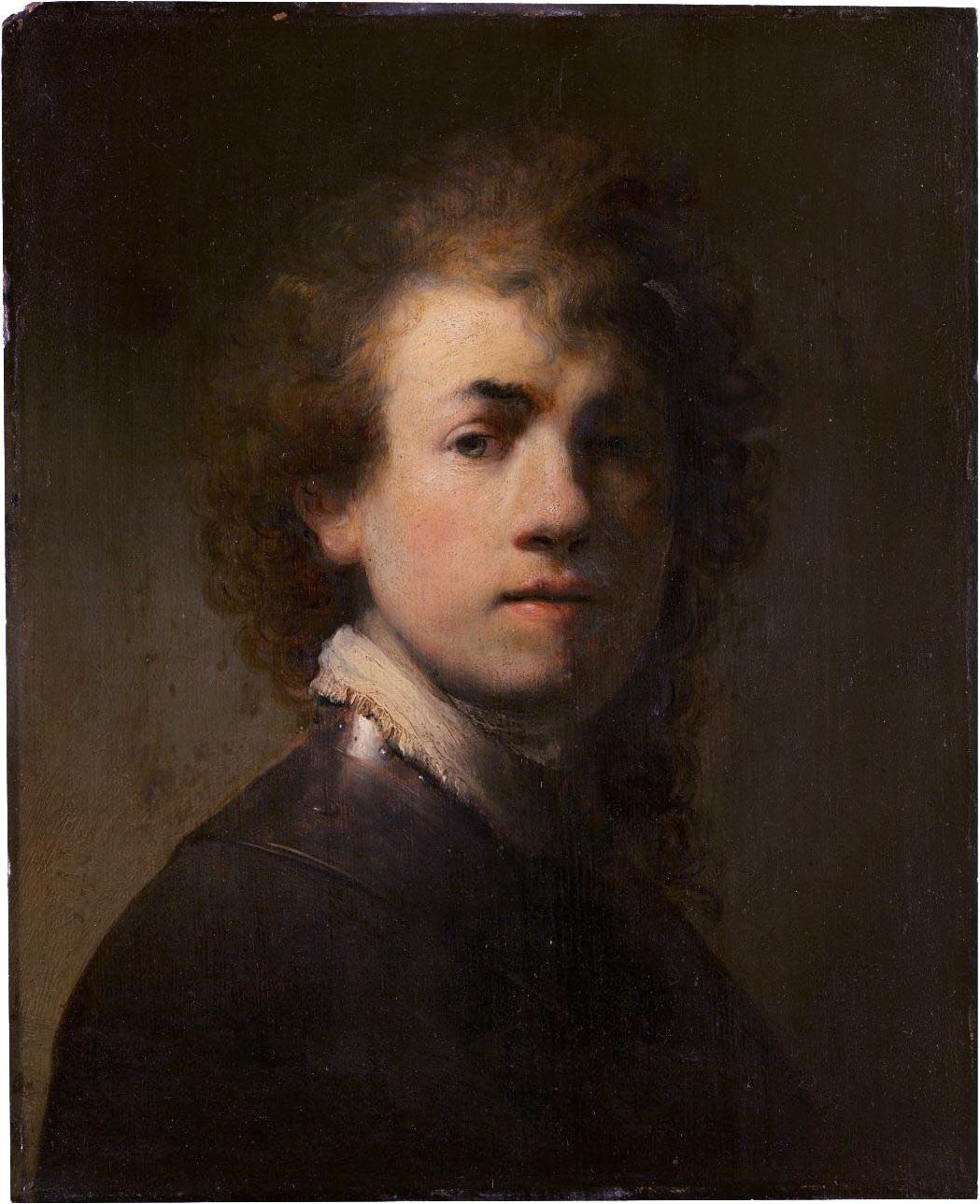
約1629年 倫勃朗的半身像正對著，穿著白色項圈下的Gorget。他看著觀眾。
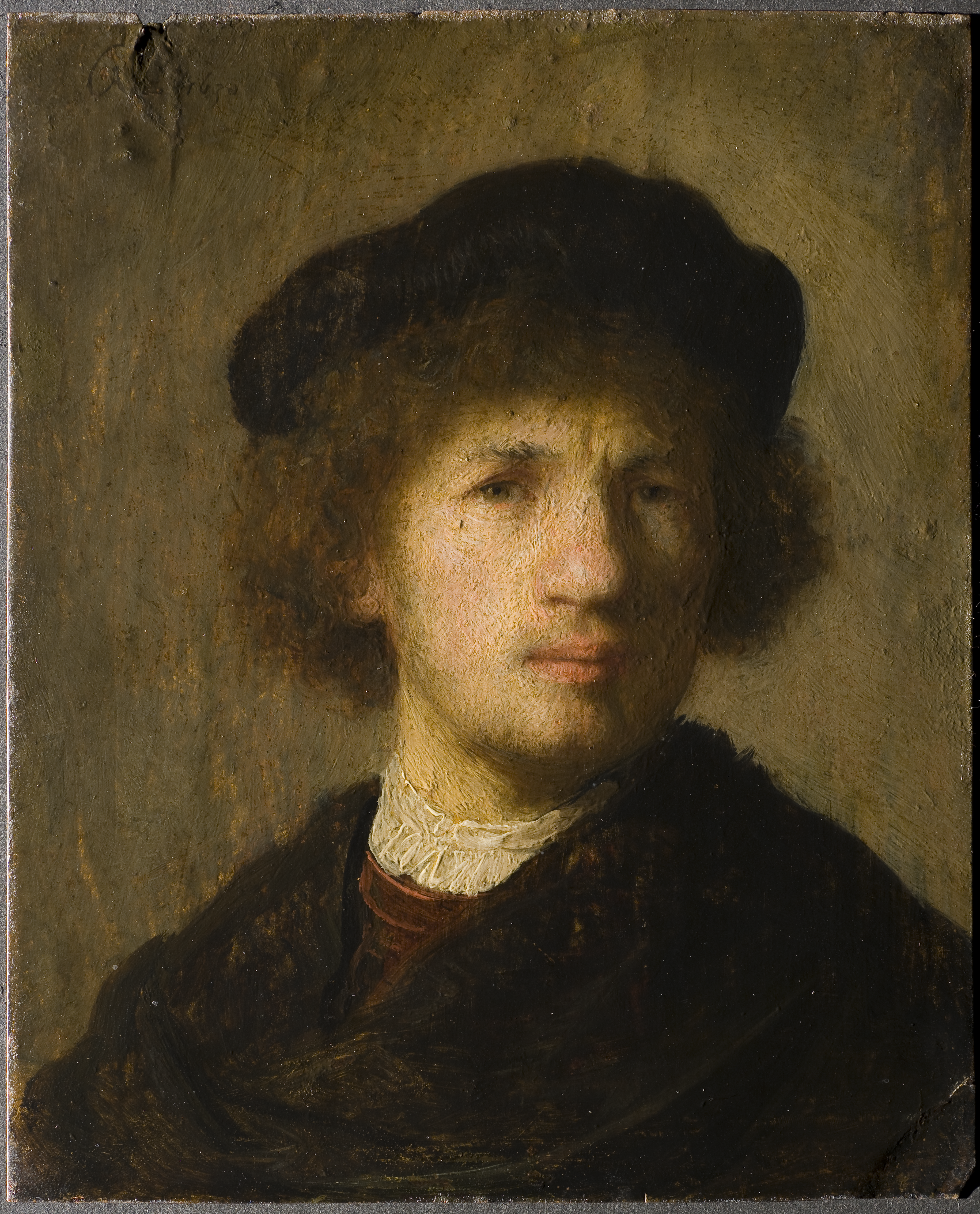
1630 自画像
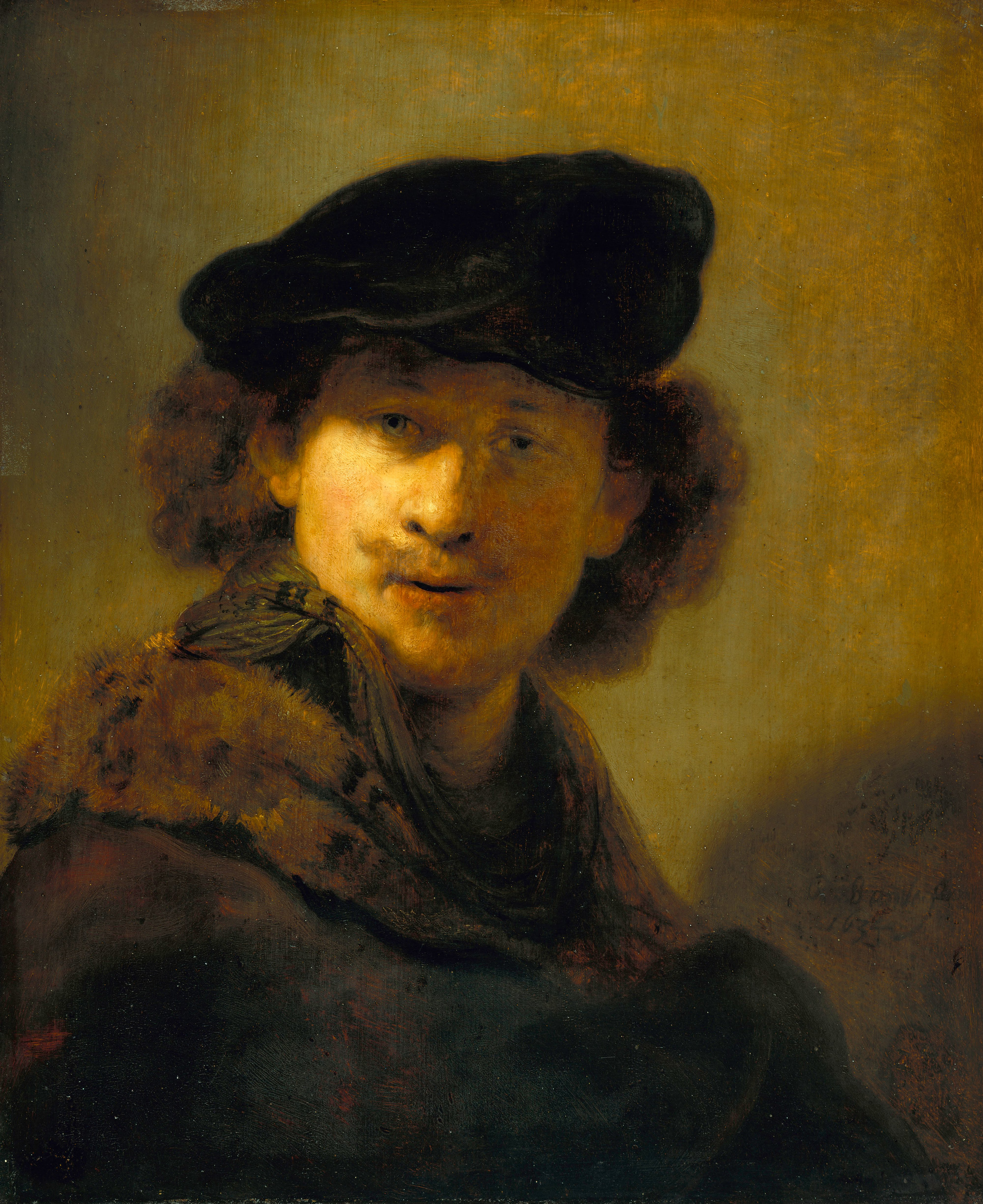
1634 天鵝絨貝雷帽的自畫像
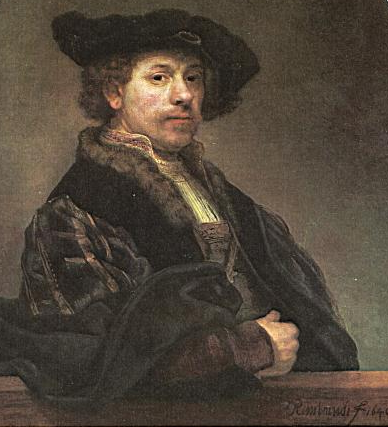
1640绘制，自畫像
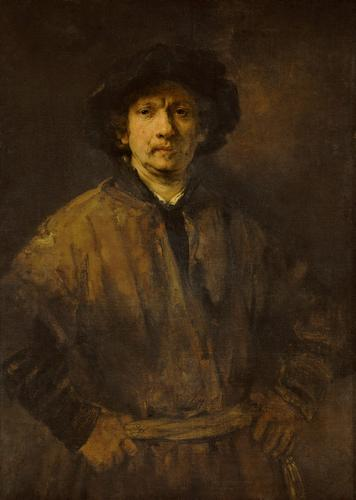
1652年在維也納的自畫像，布面油画，收藏於維也納的艺术史博物馆
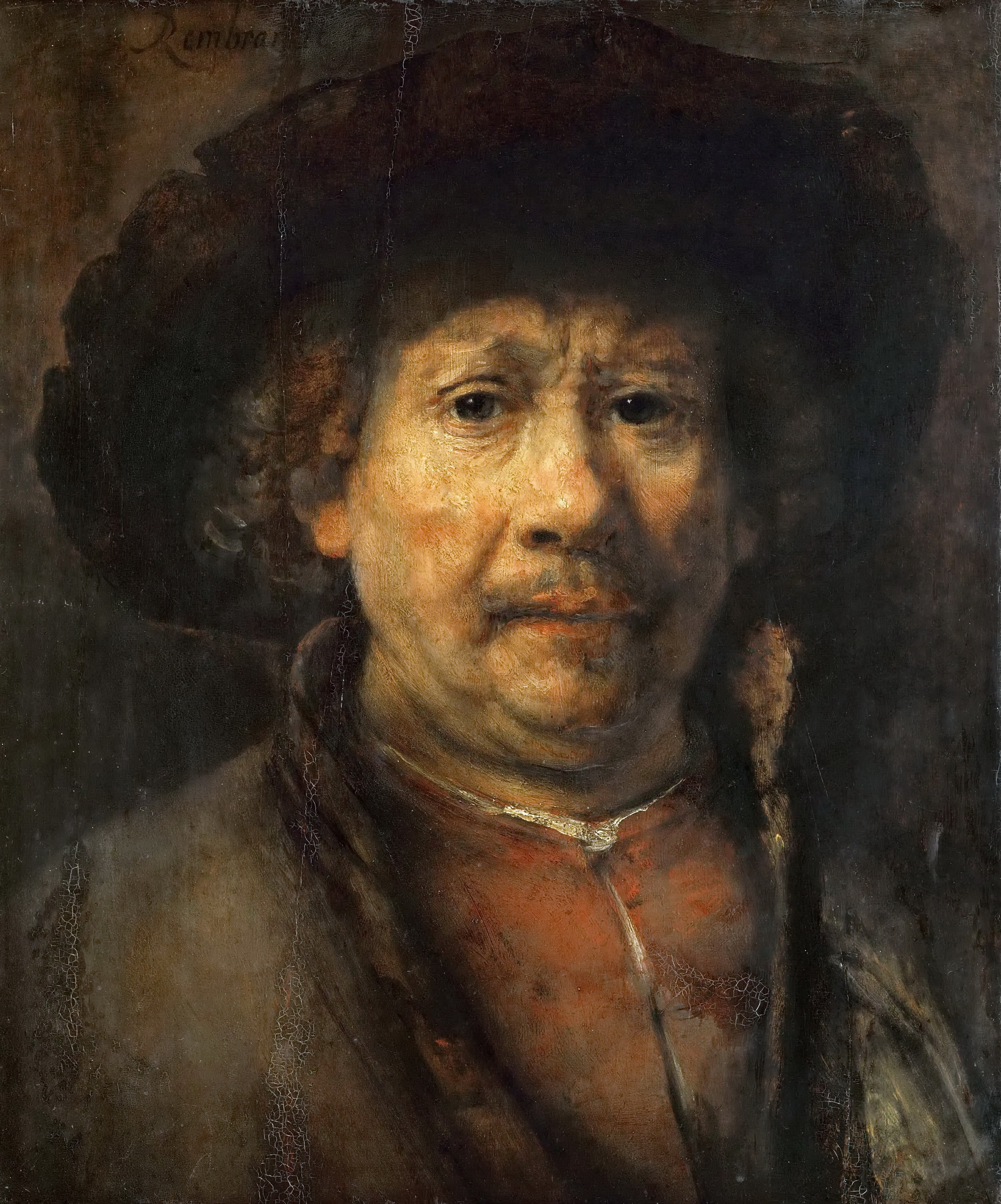
1655 戴贝雷帽的自画像
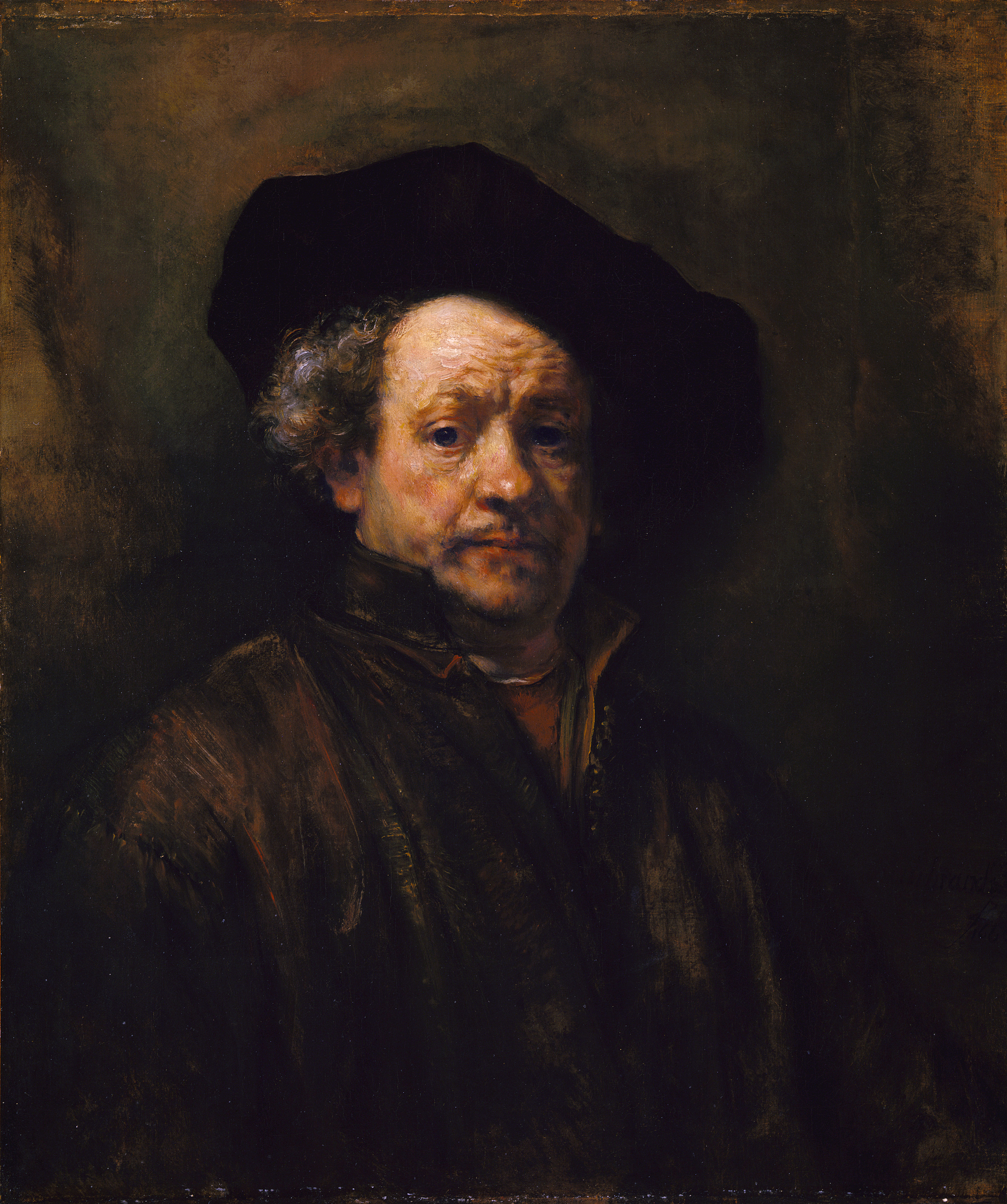
1660 自画像
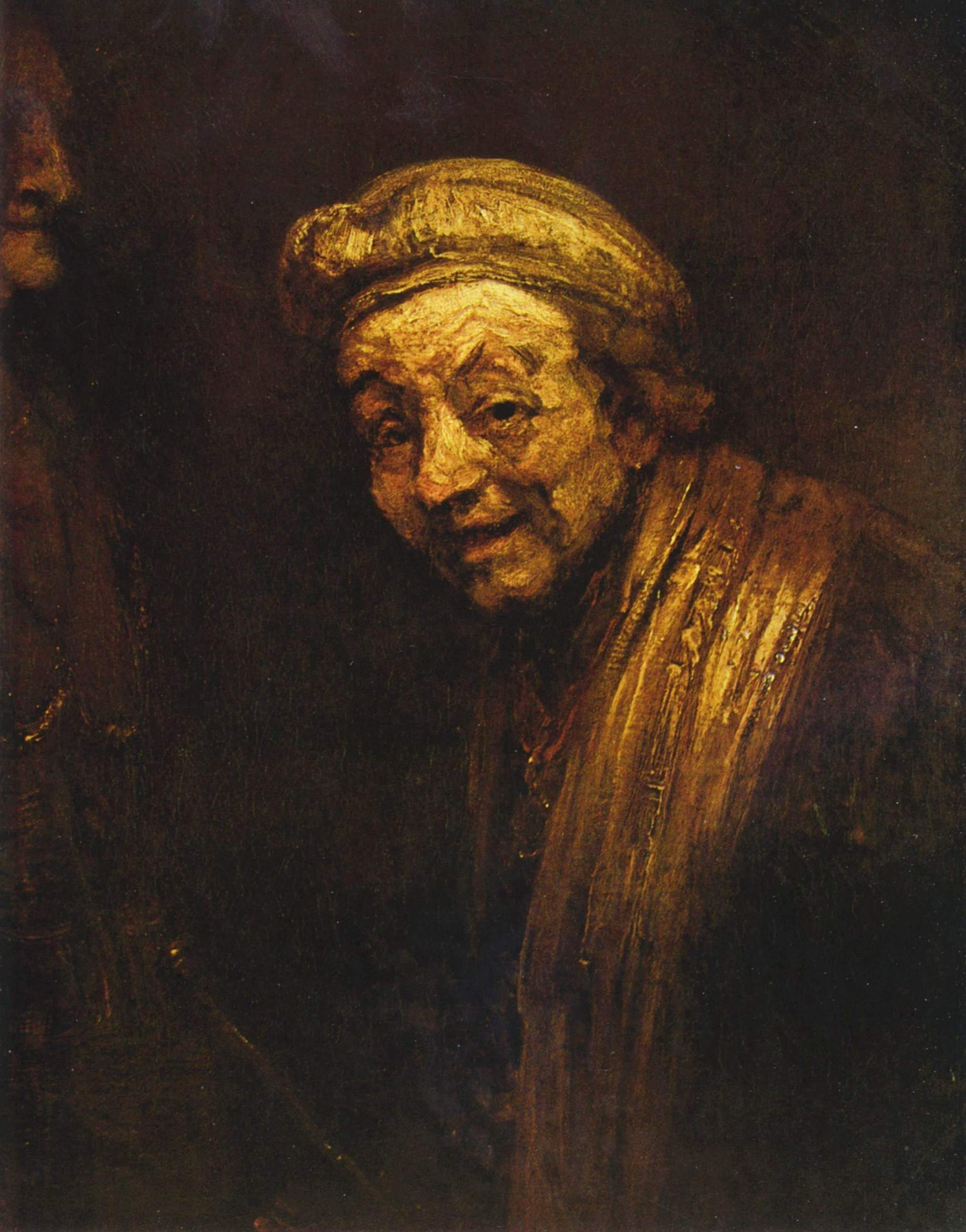
1662 自画像
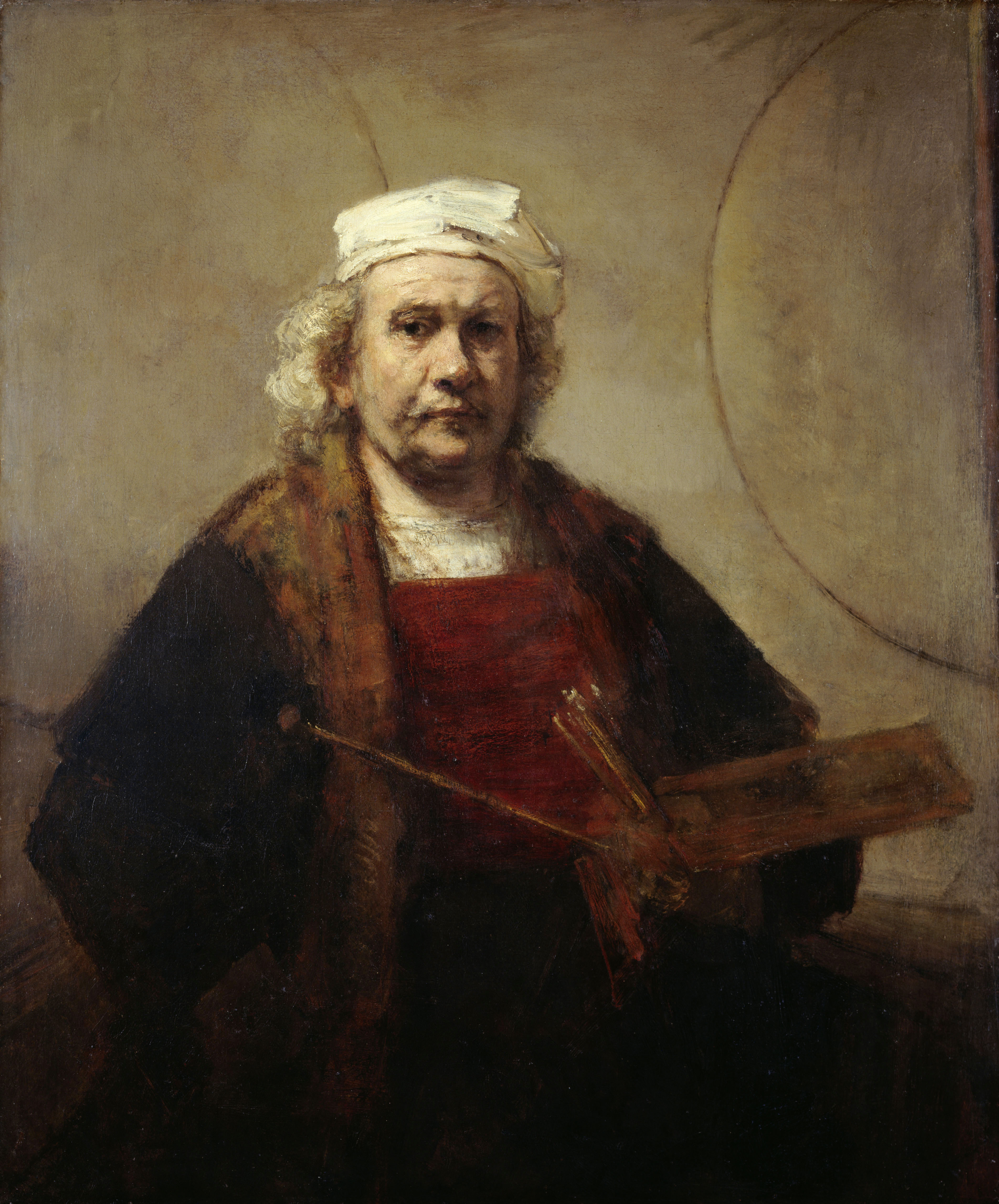
1665年和1669年之間 自画像
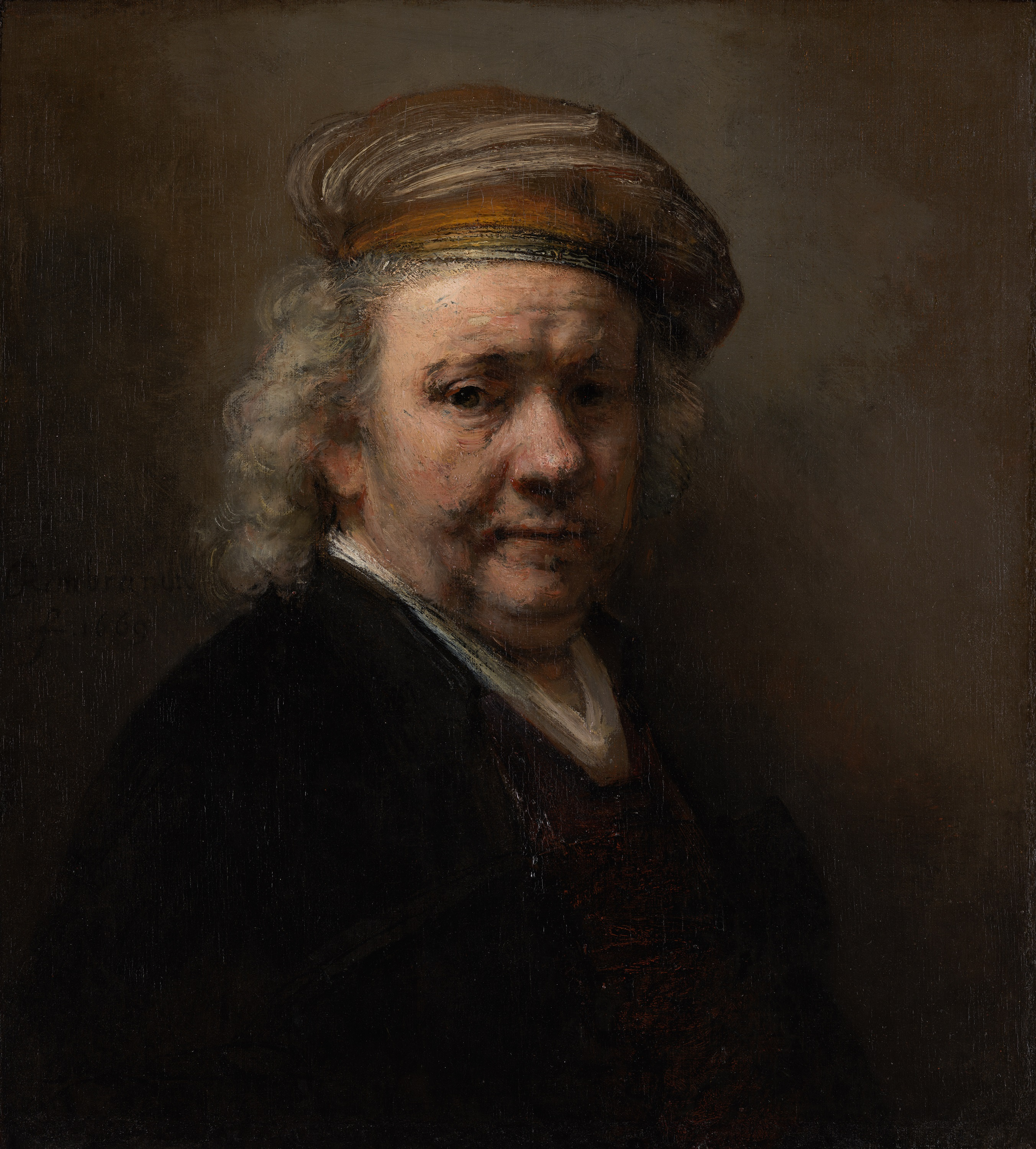
1669 自画像
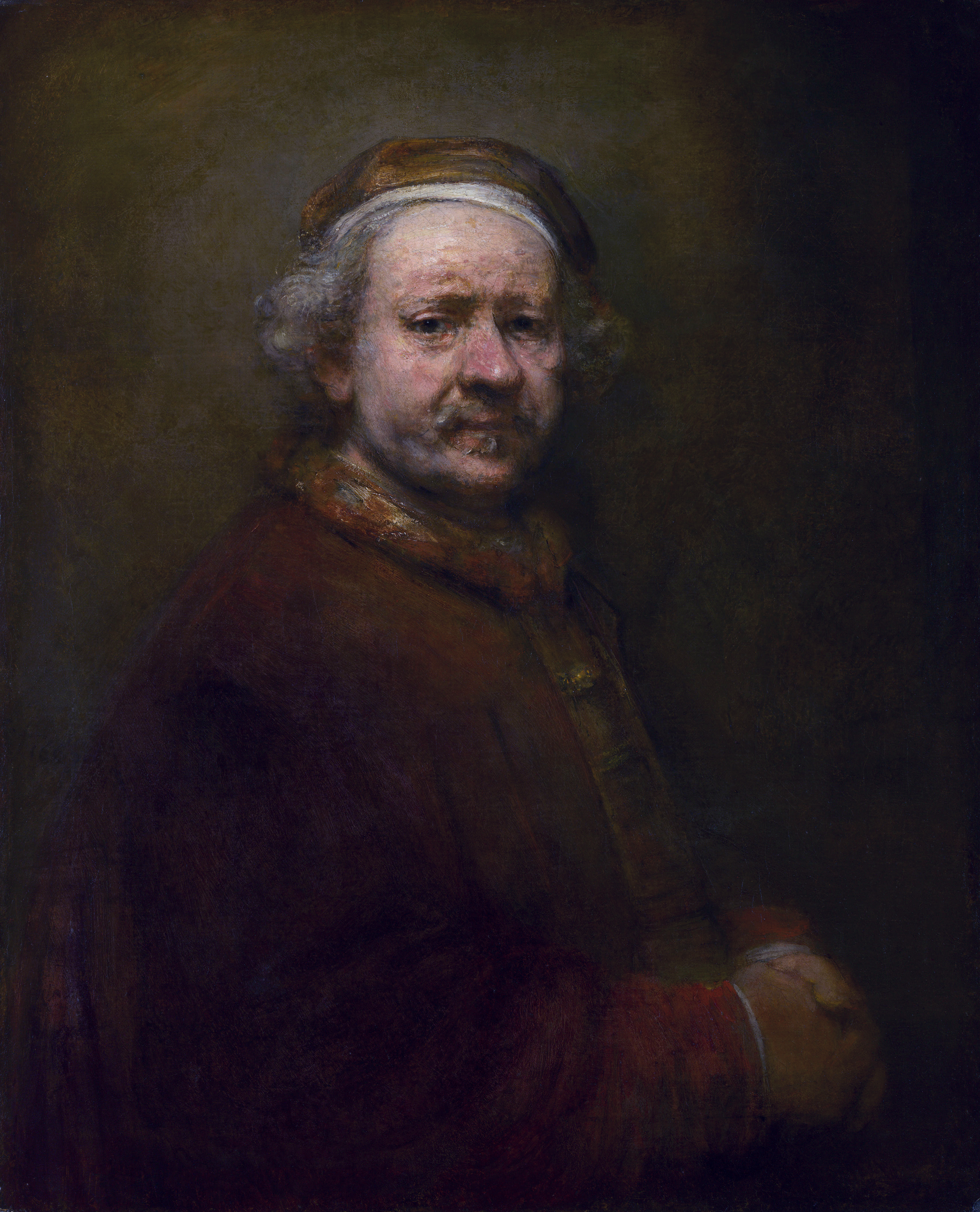
《63歲自畫像》，1669年，也是伦勃朗過世的那一年，面容看來比其他自畫像蒼老許多，收藏於倫敦的国家美术馆

## 其他作品

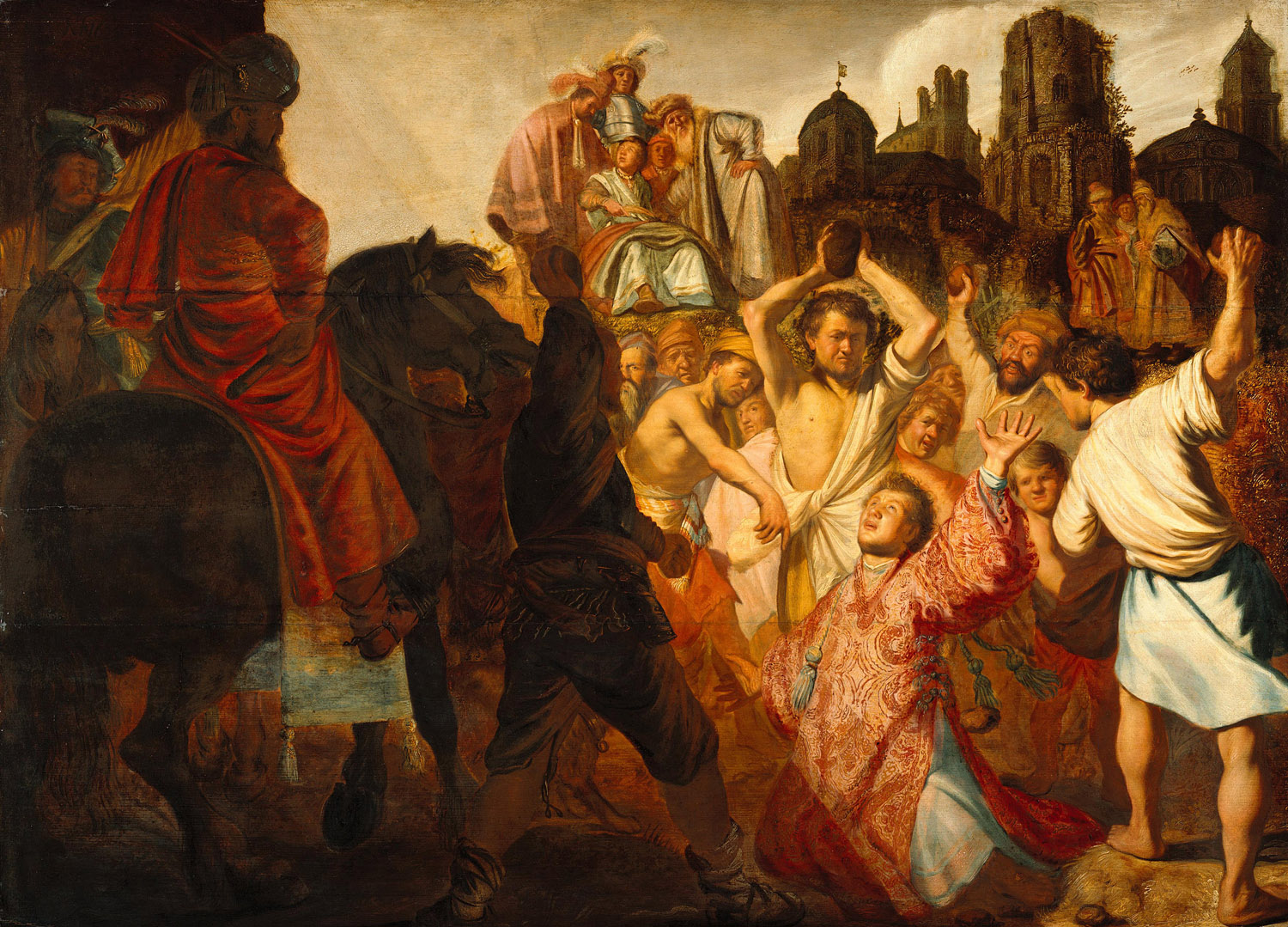
聖史蒂芬石碑，1625年，倫勃朗的第一幅畫，年齡19歲。 它目前保存在里昂博物館。
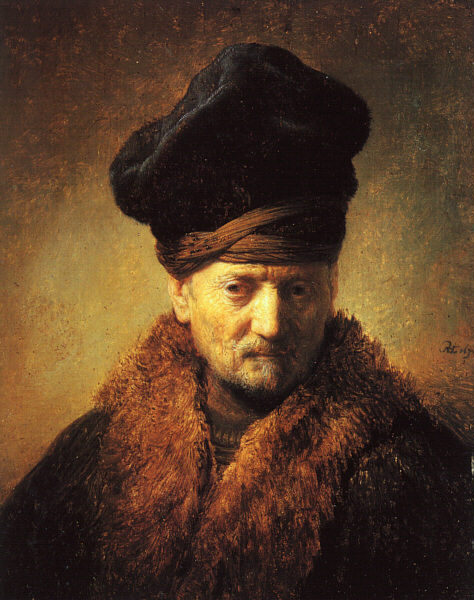
1630年，一個戴著裘皮帽的老人的半身像，藝術家的父親，1630年
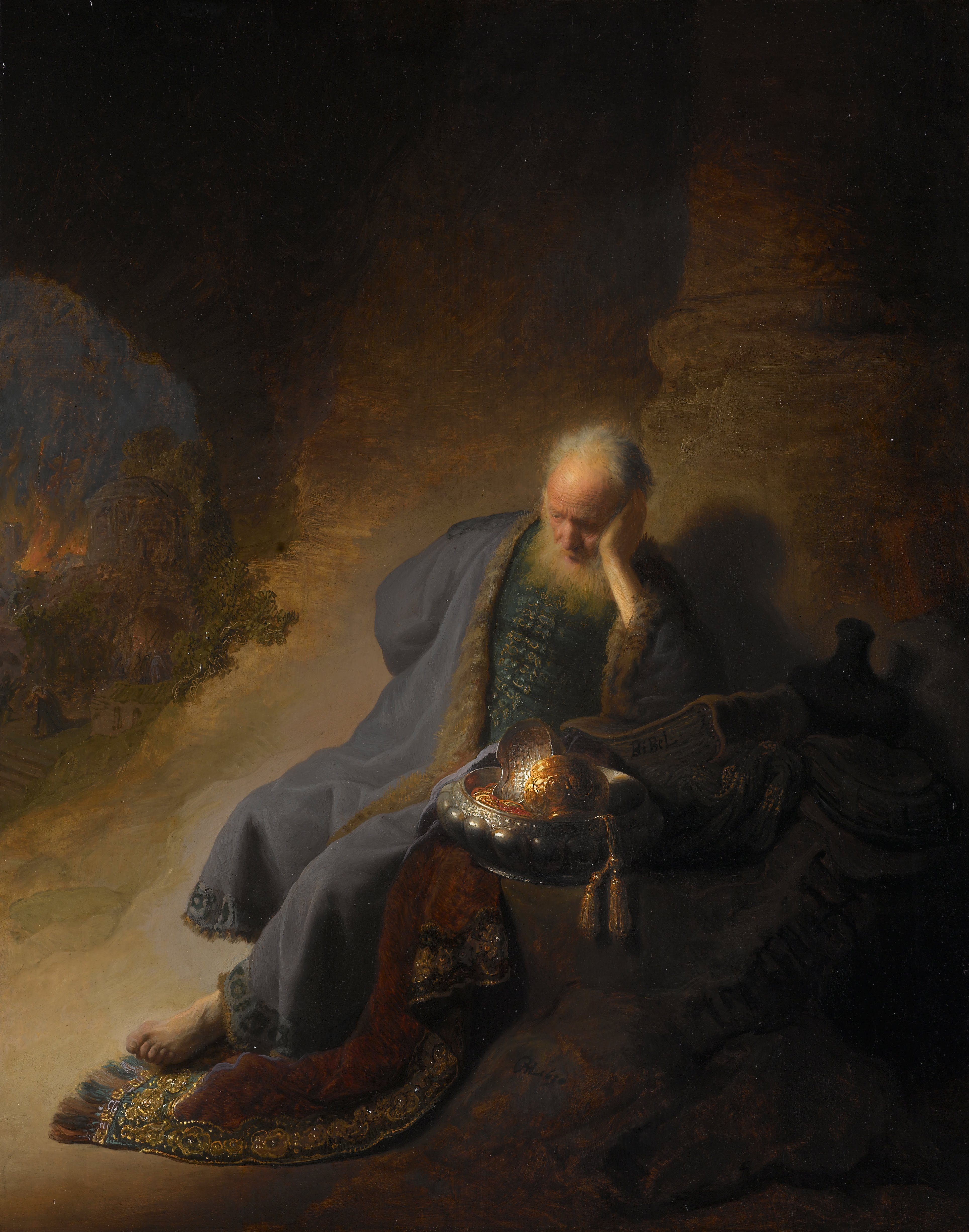
耶利米發憤耶路撒冷的毀滅， 1630
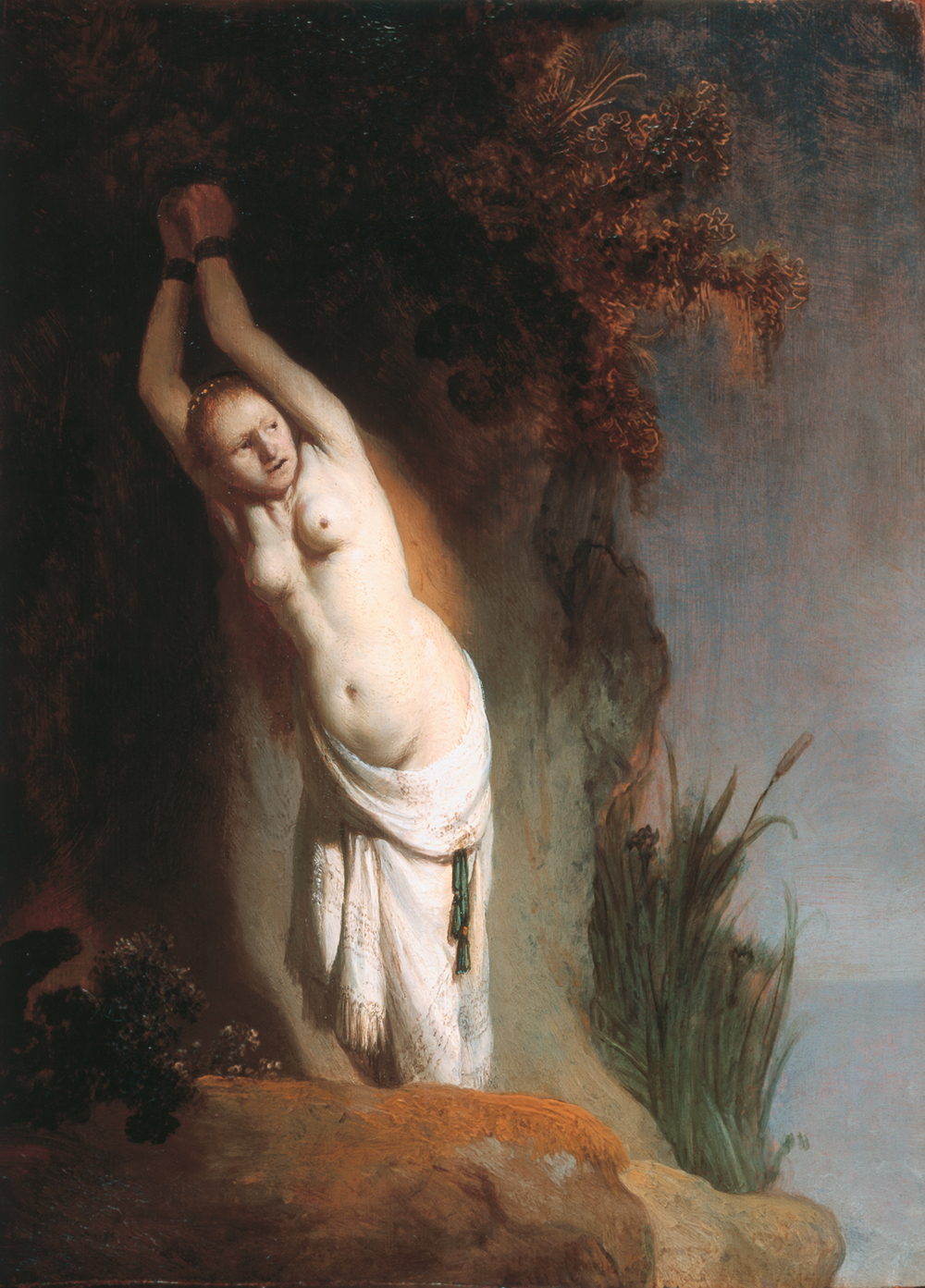
被鍊在岩石上的安朵美達，大約1630年
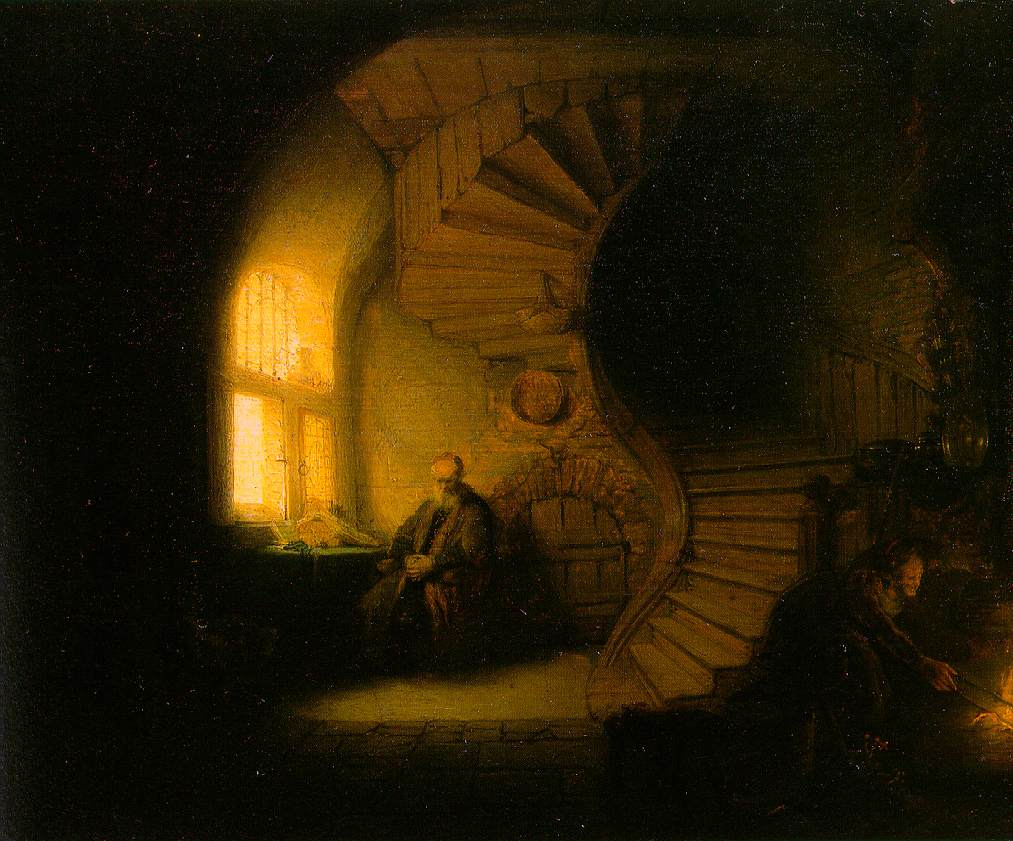
哲學家的冥想，1632
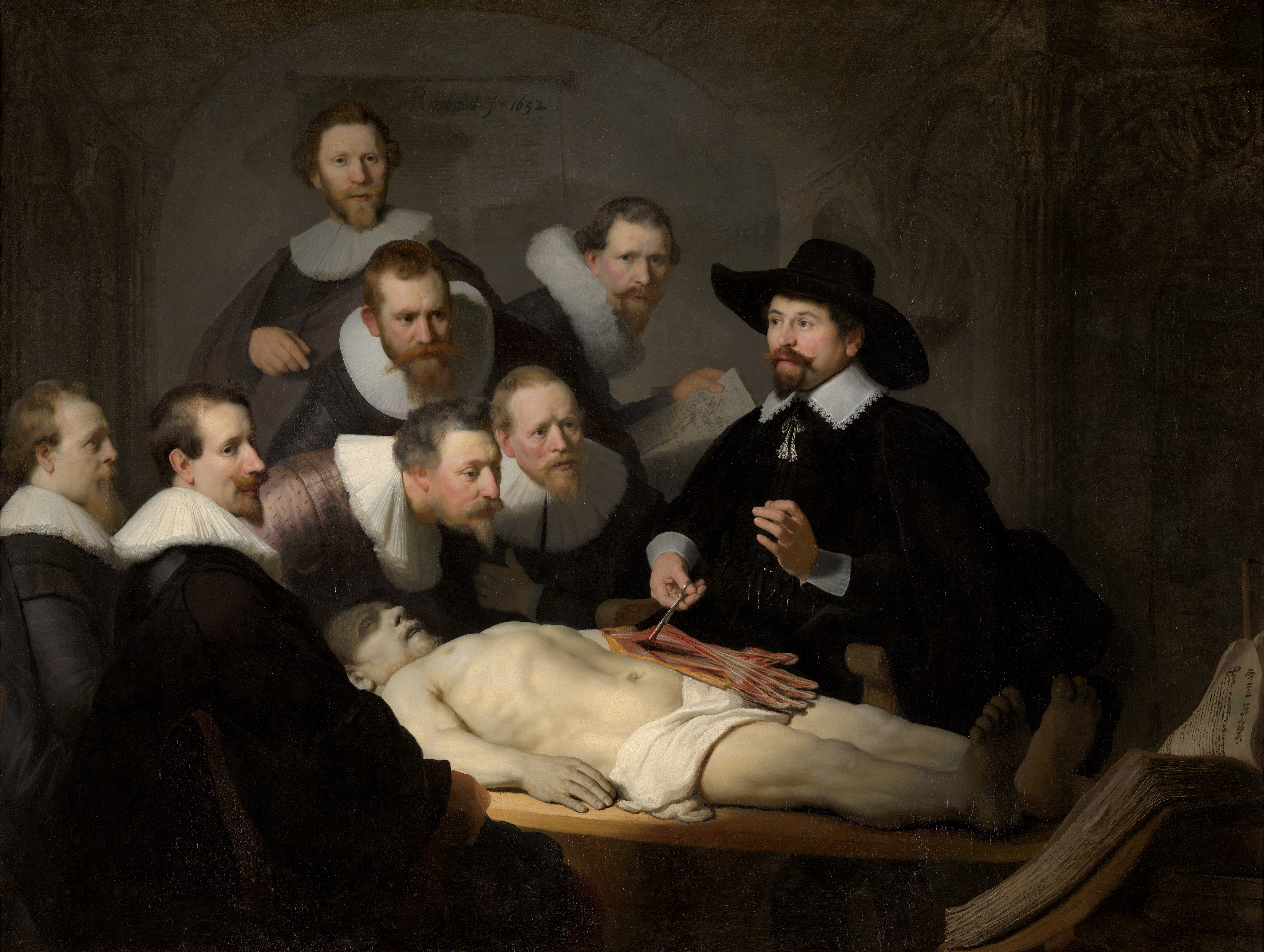
尼古拉斯·杜爾博士的解剖學課，1632年
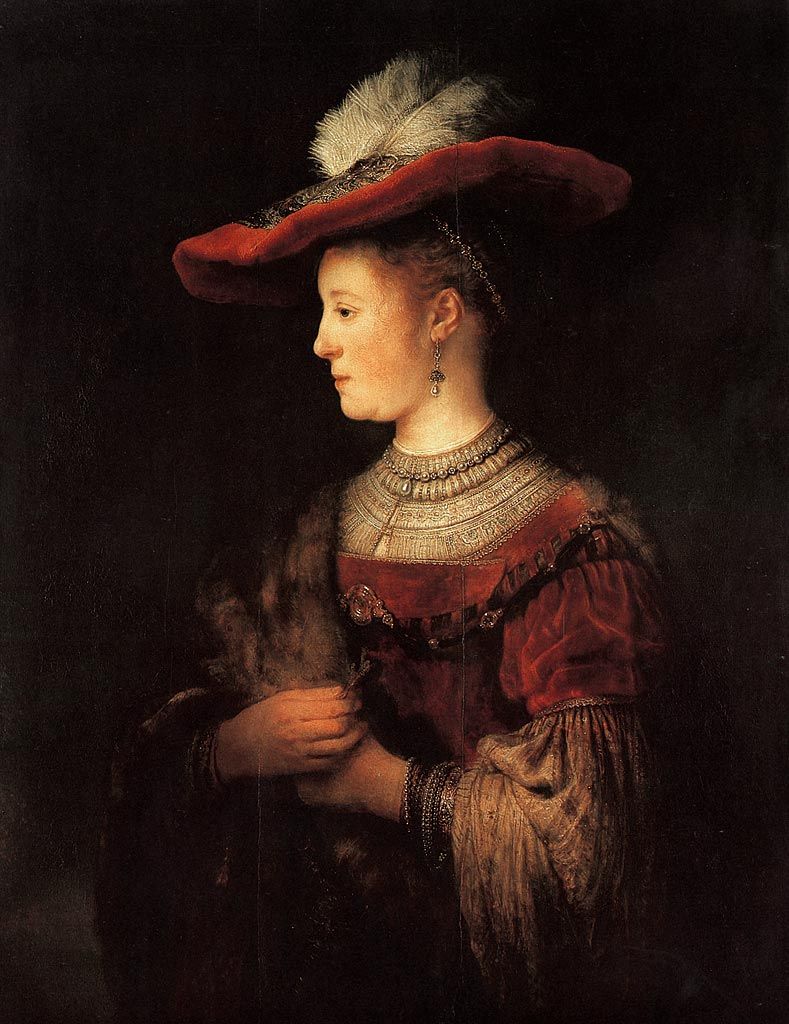
Saskia van Uylenburgh的畫像，c。1633–1634年
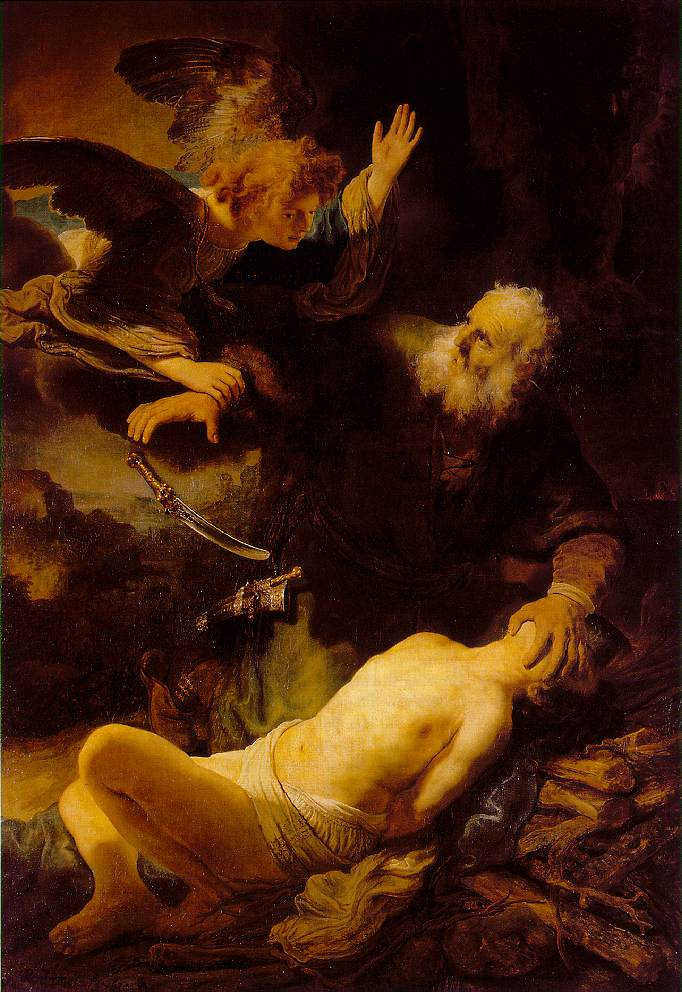
以撒犧牲，1635年
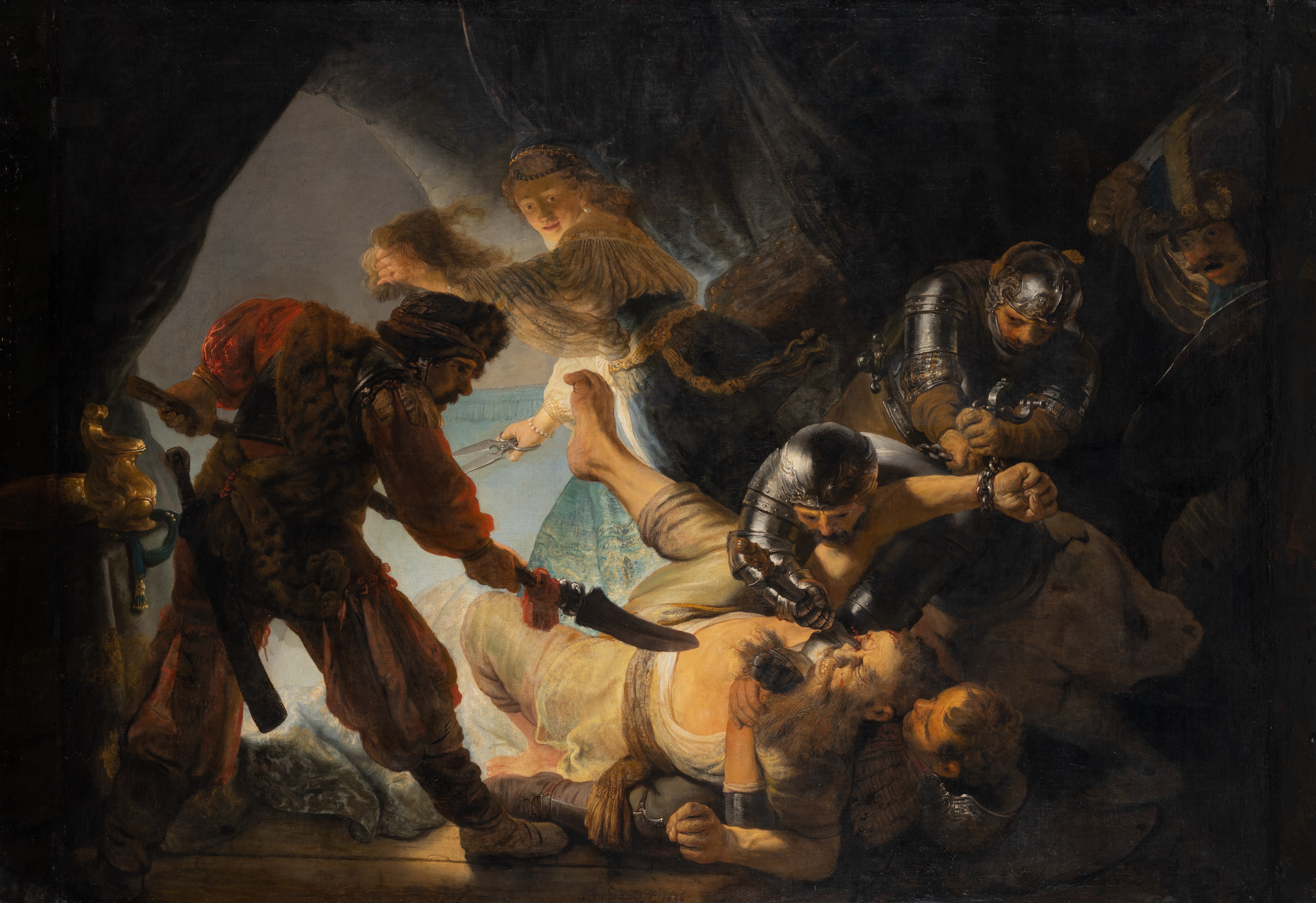
1636年，倫勃朗送給韋恩斯
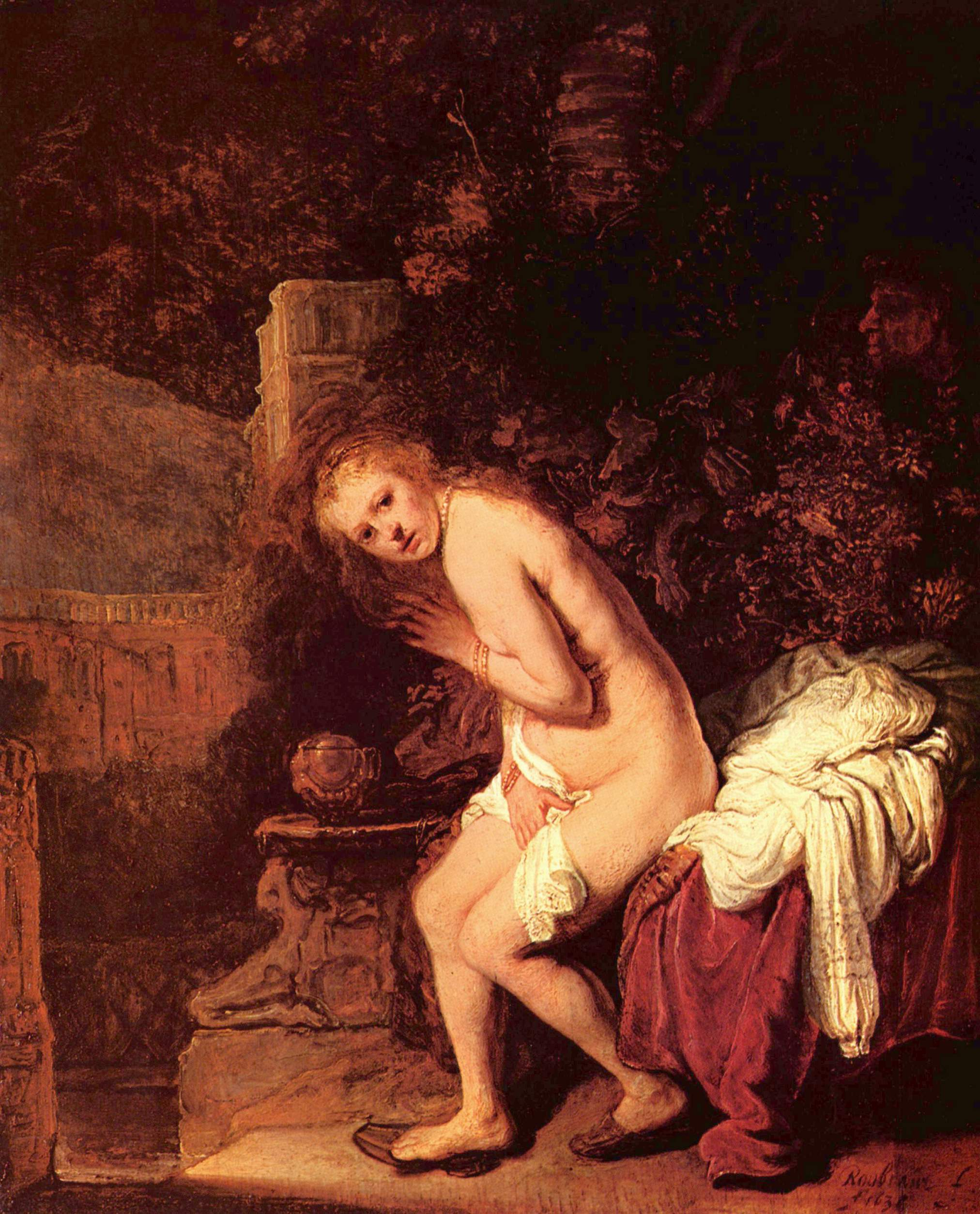
蘇珊娜（1636）
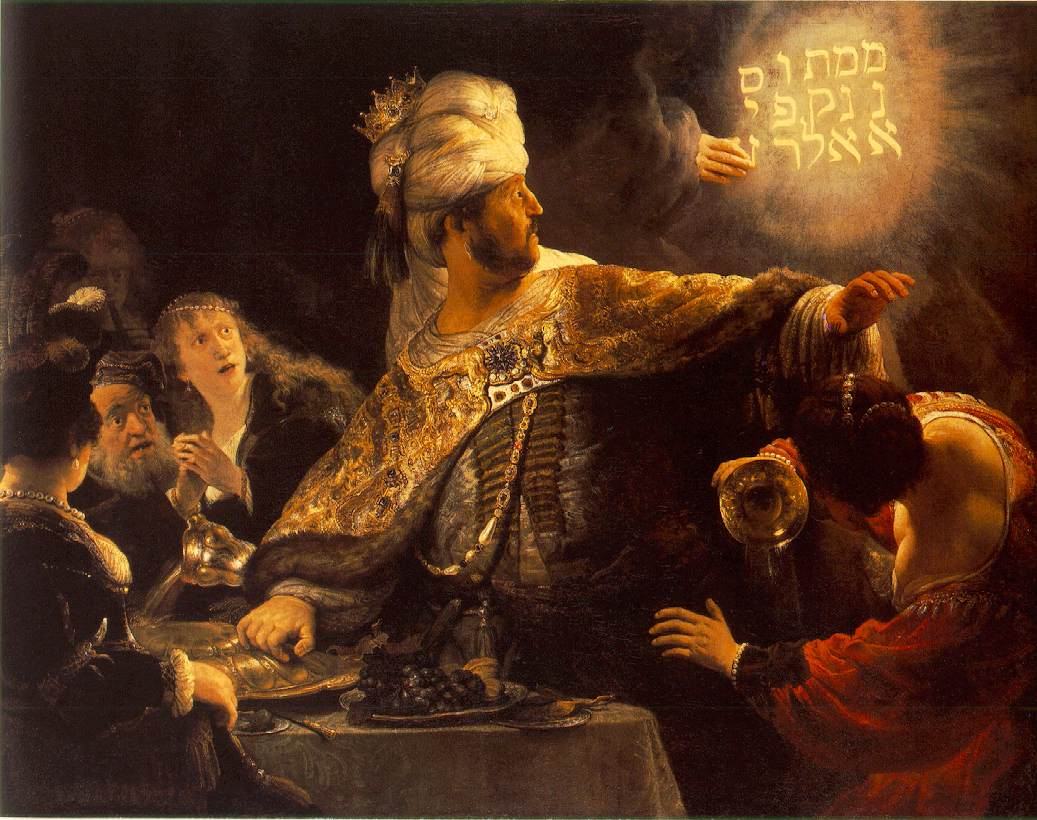
貝爾沙薩（Belshassar）的盛宴，1636-1638年
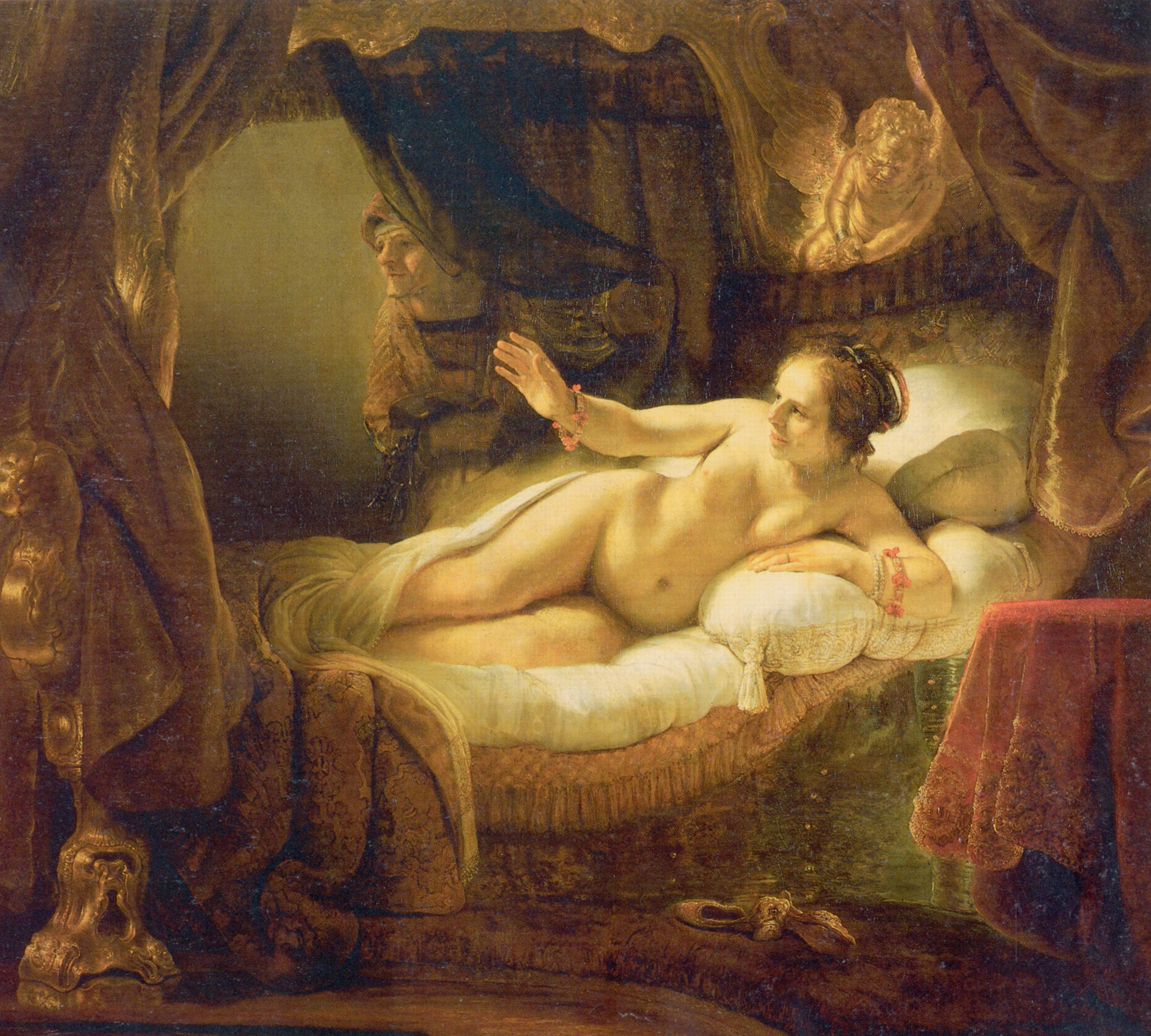
達納（Danaë），1636年-c。1643年，冬宮博物館
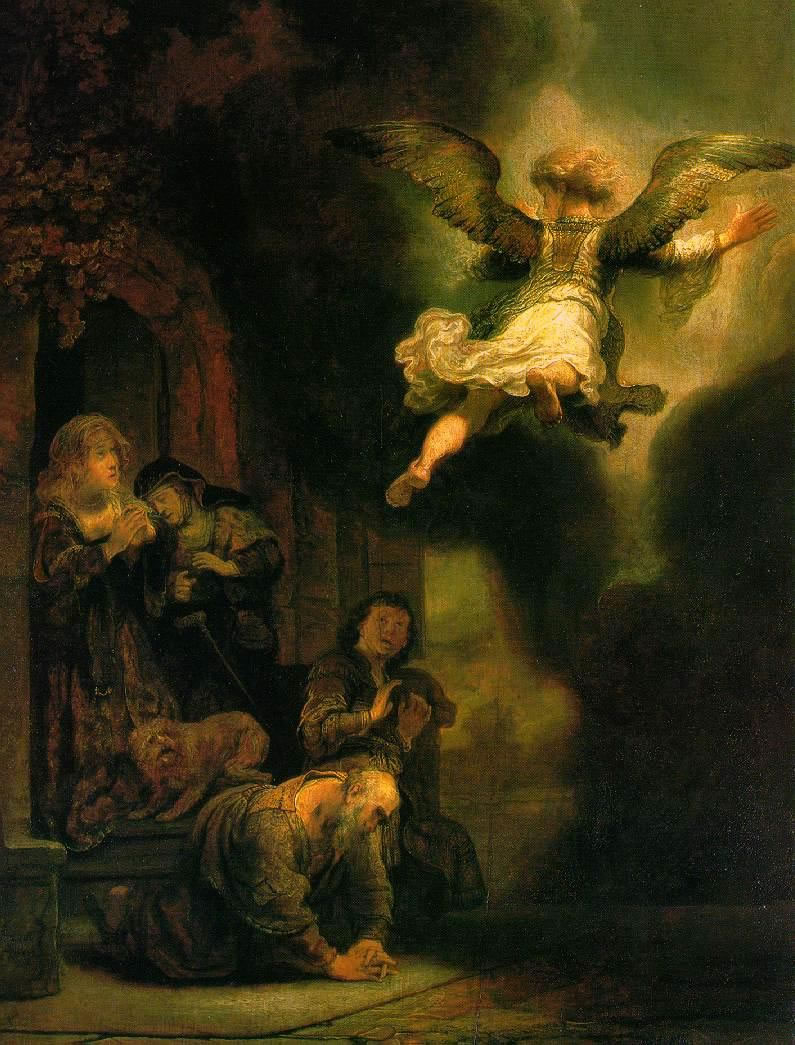
大天使拉斐爾離開托比亞斯一家，1637年，羅浮宮
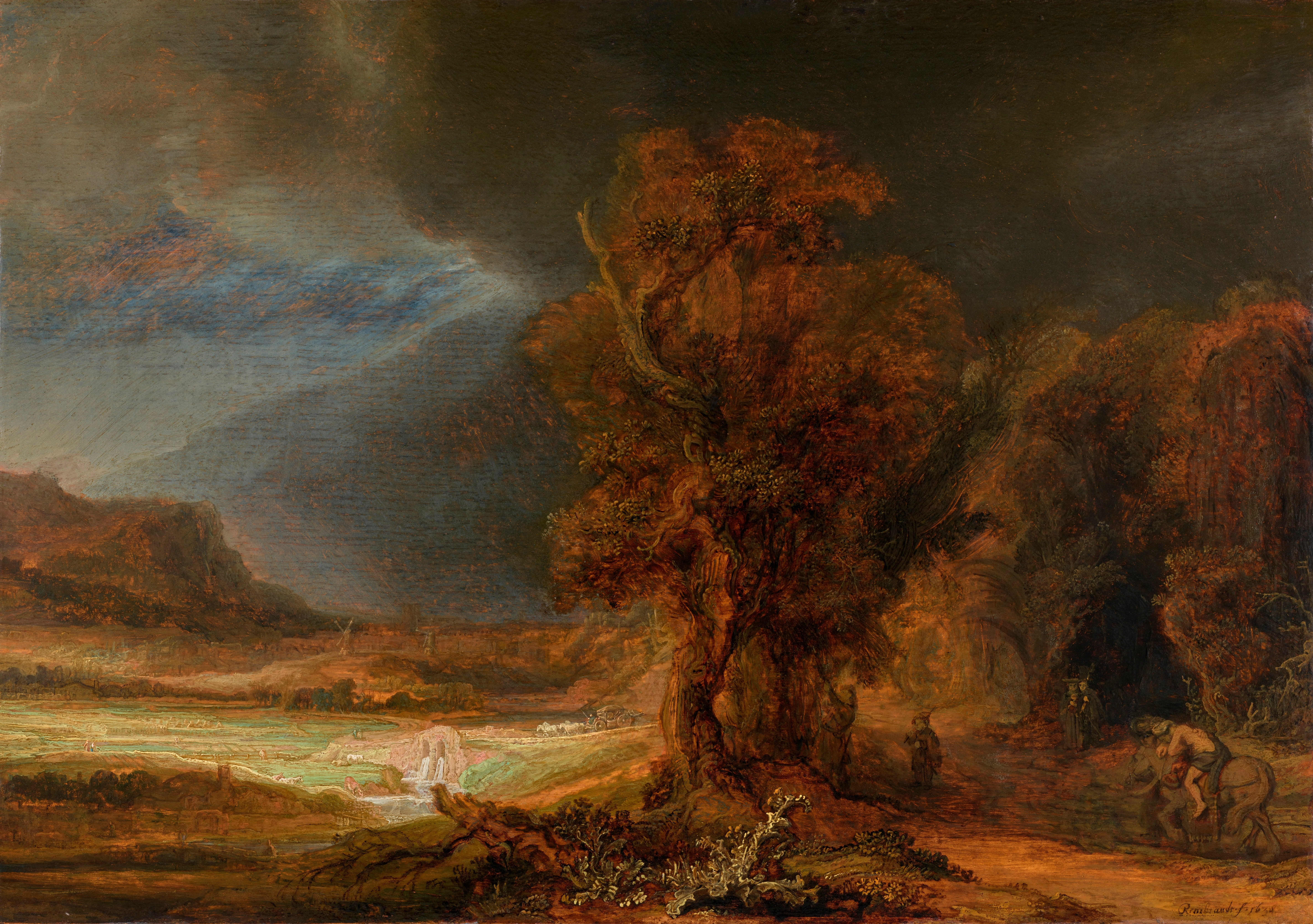
撒瑪利亞人的風景，1638年，克拉托里斯基博物館，克拉科夫
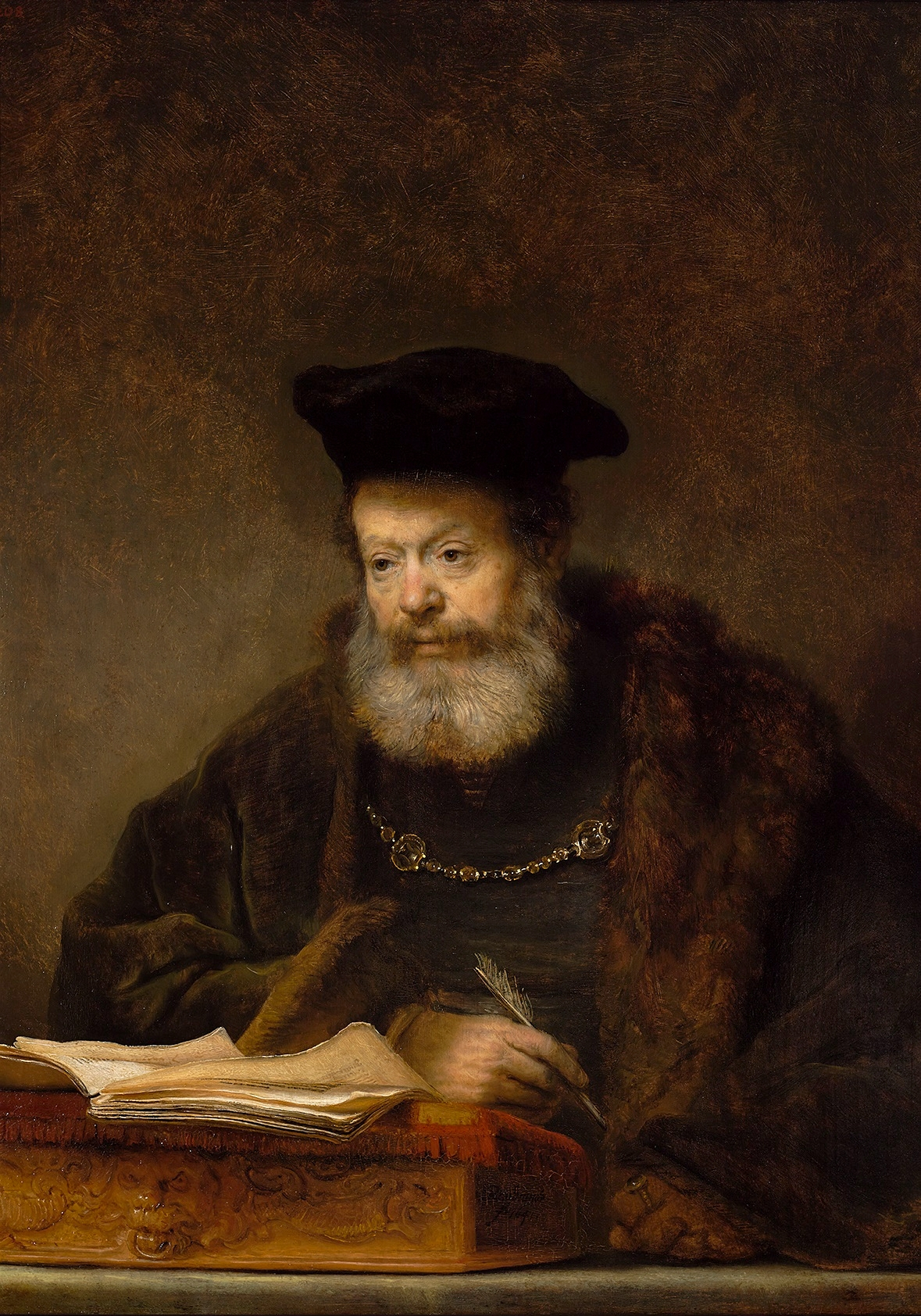
華沙皇家城堡1641年在其寫作桌上的學者
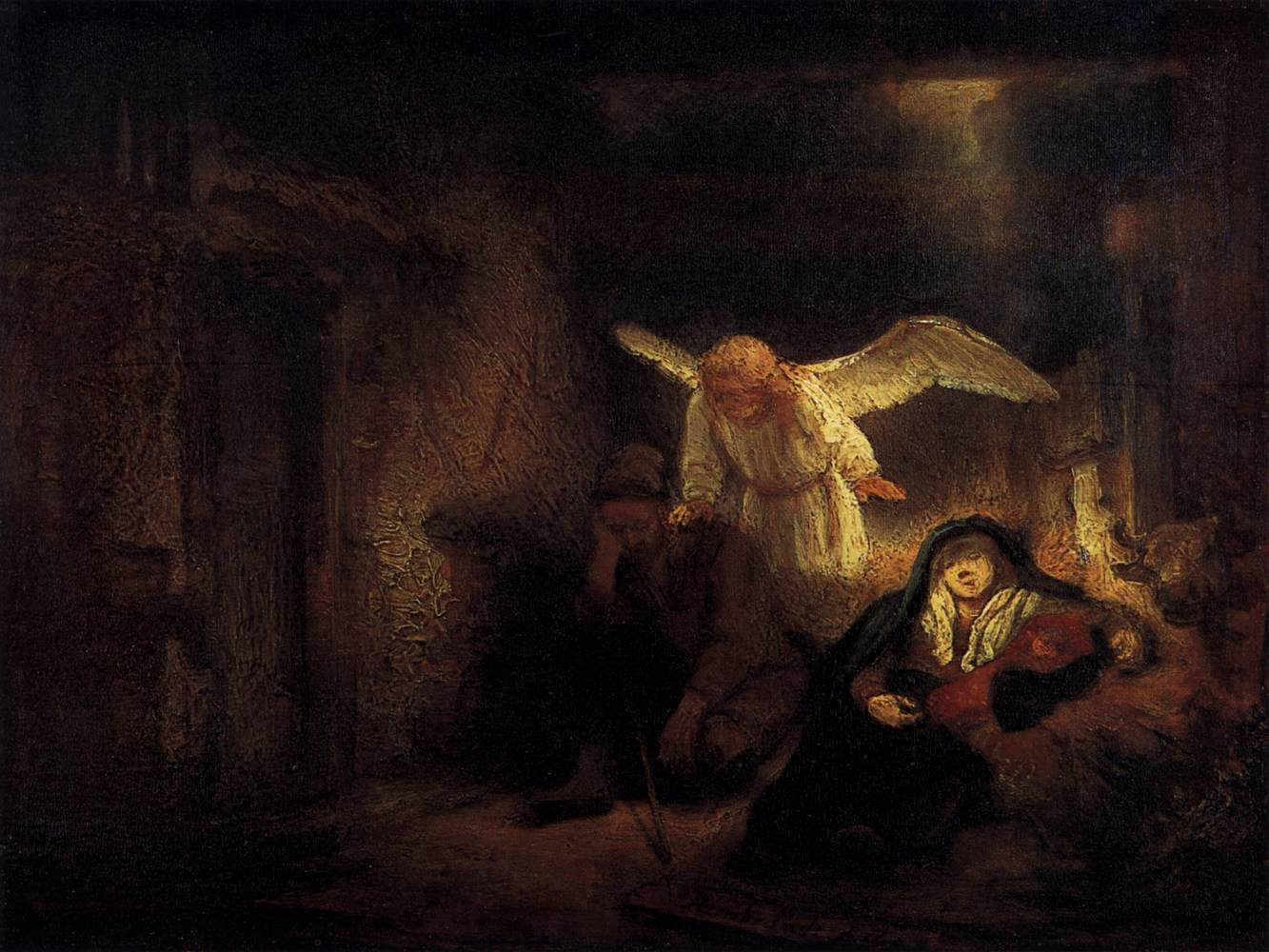
約瑟夫.C的夢。1645
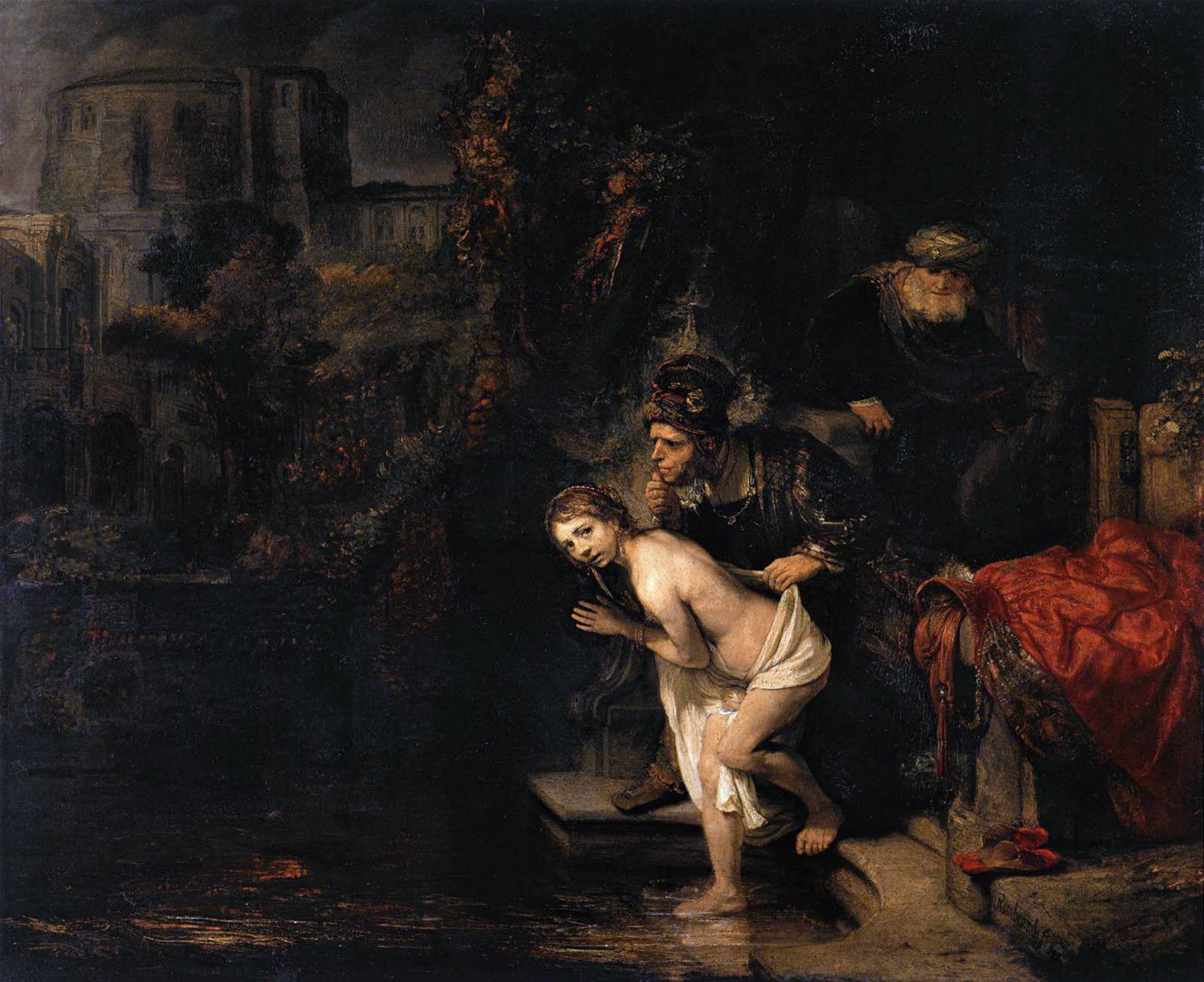
蘇珊娜和長老，1647年
磨坊（1648）
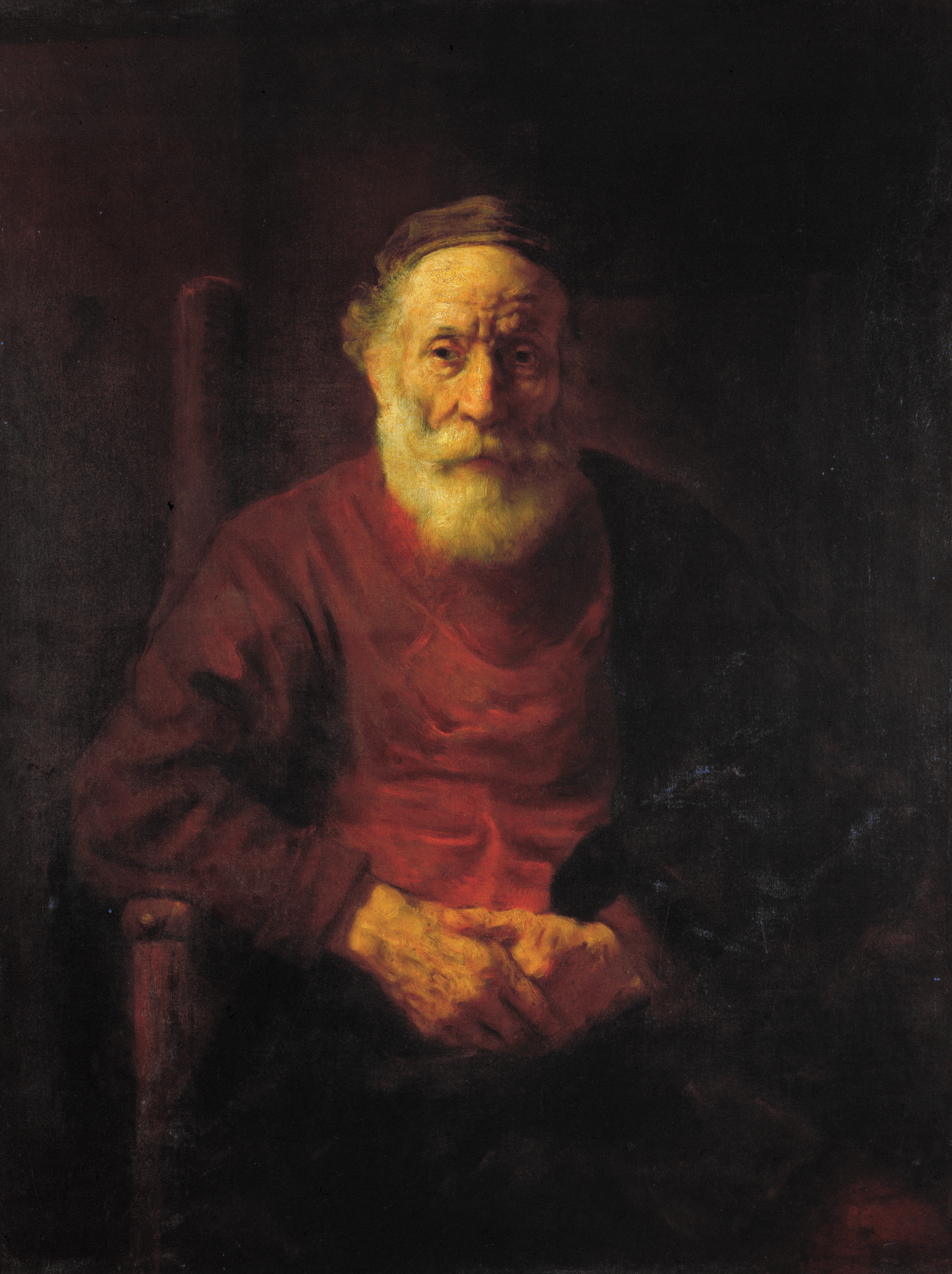
一位穿紅衣服的老人，1652-1654年
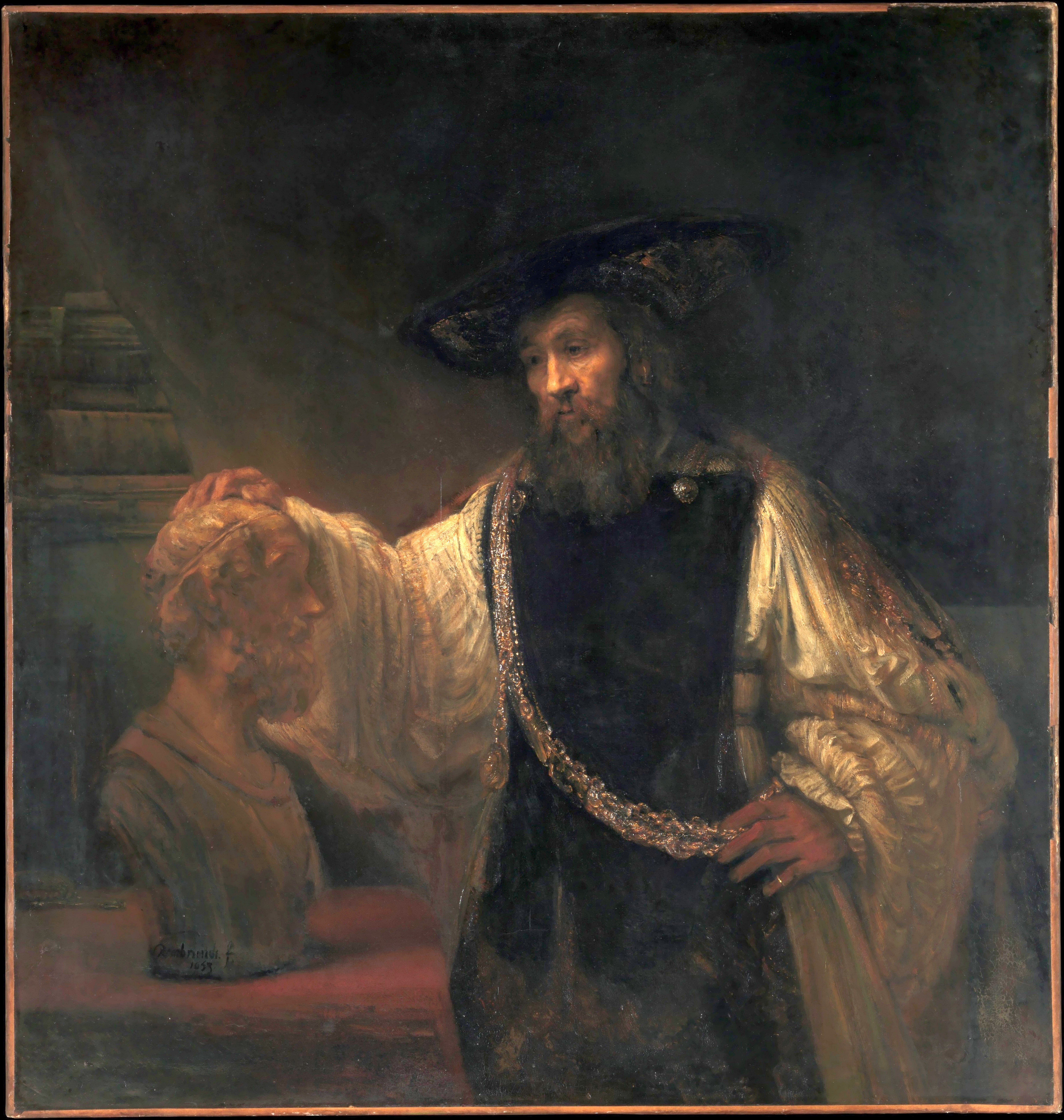
亞里斯多德與荷馬半身像，1653年，紐約大都會藝術博物館
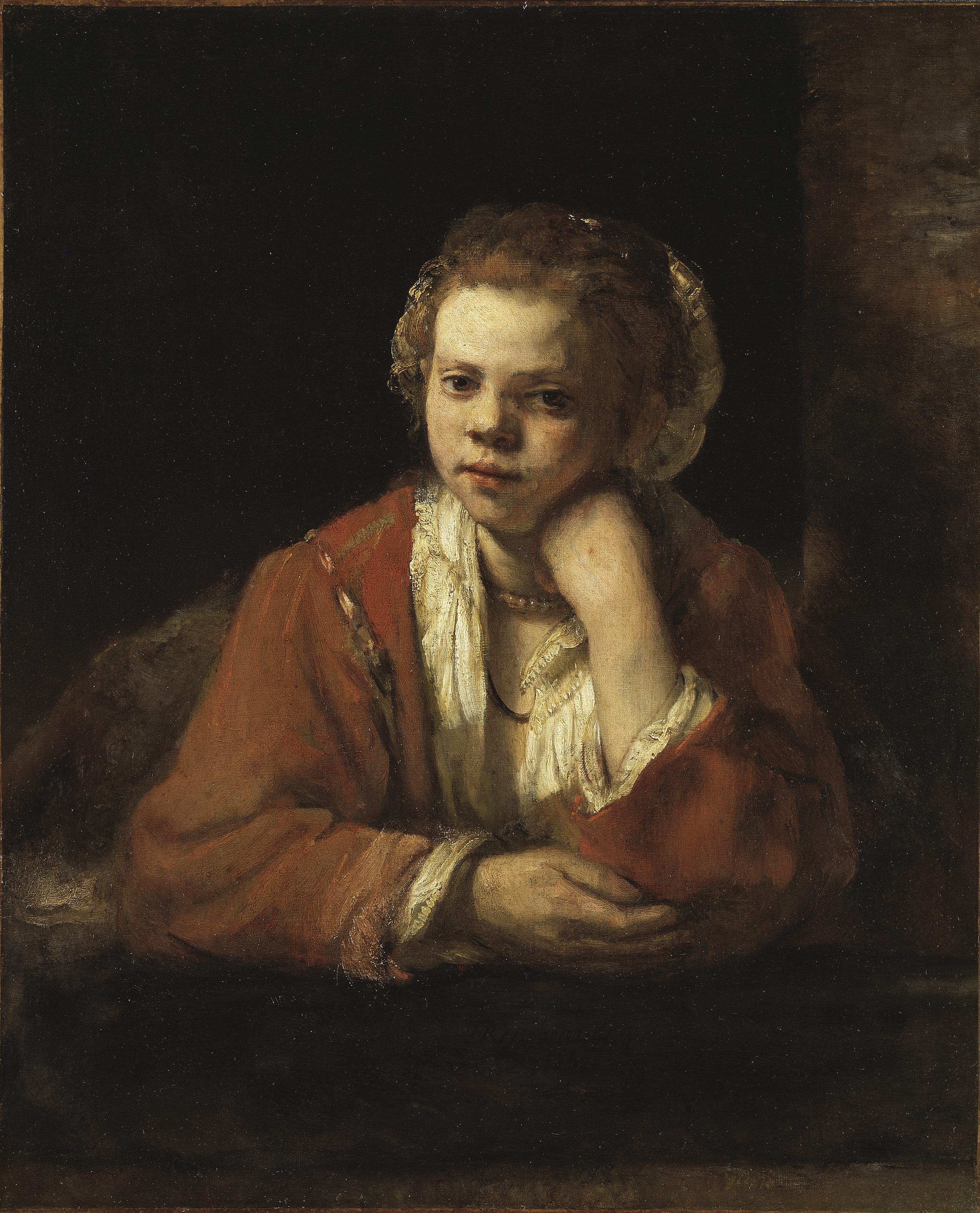
窗邊的少女，1654年
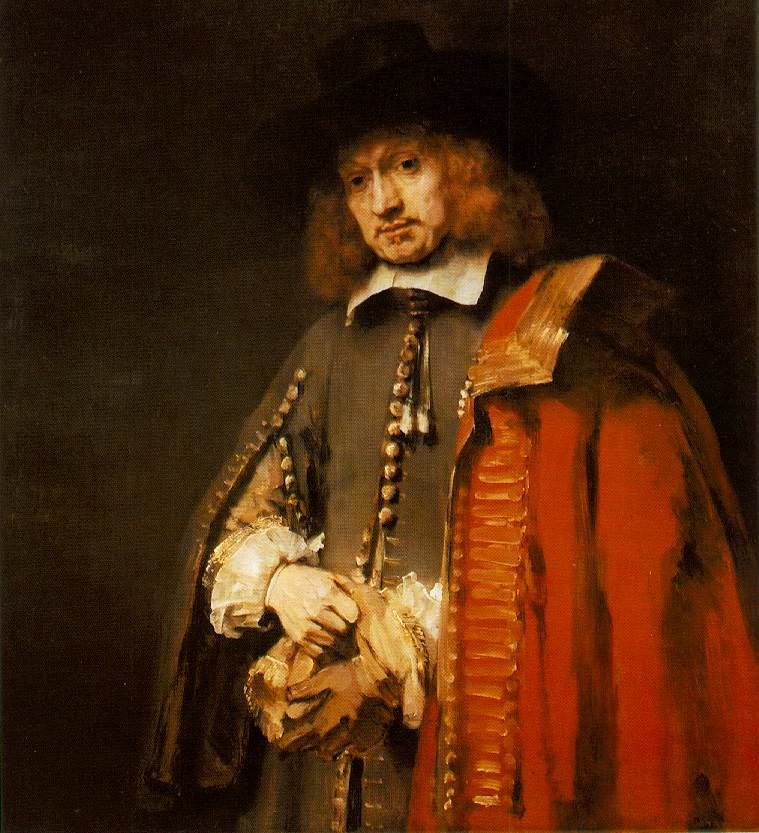
1654年倫勃朗富裕朋友 揚·六世的肖像
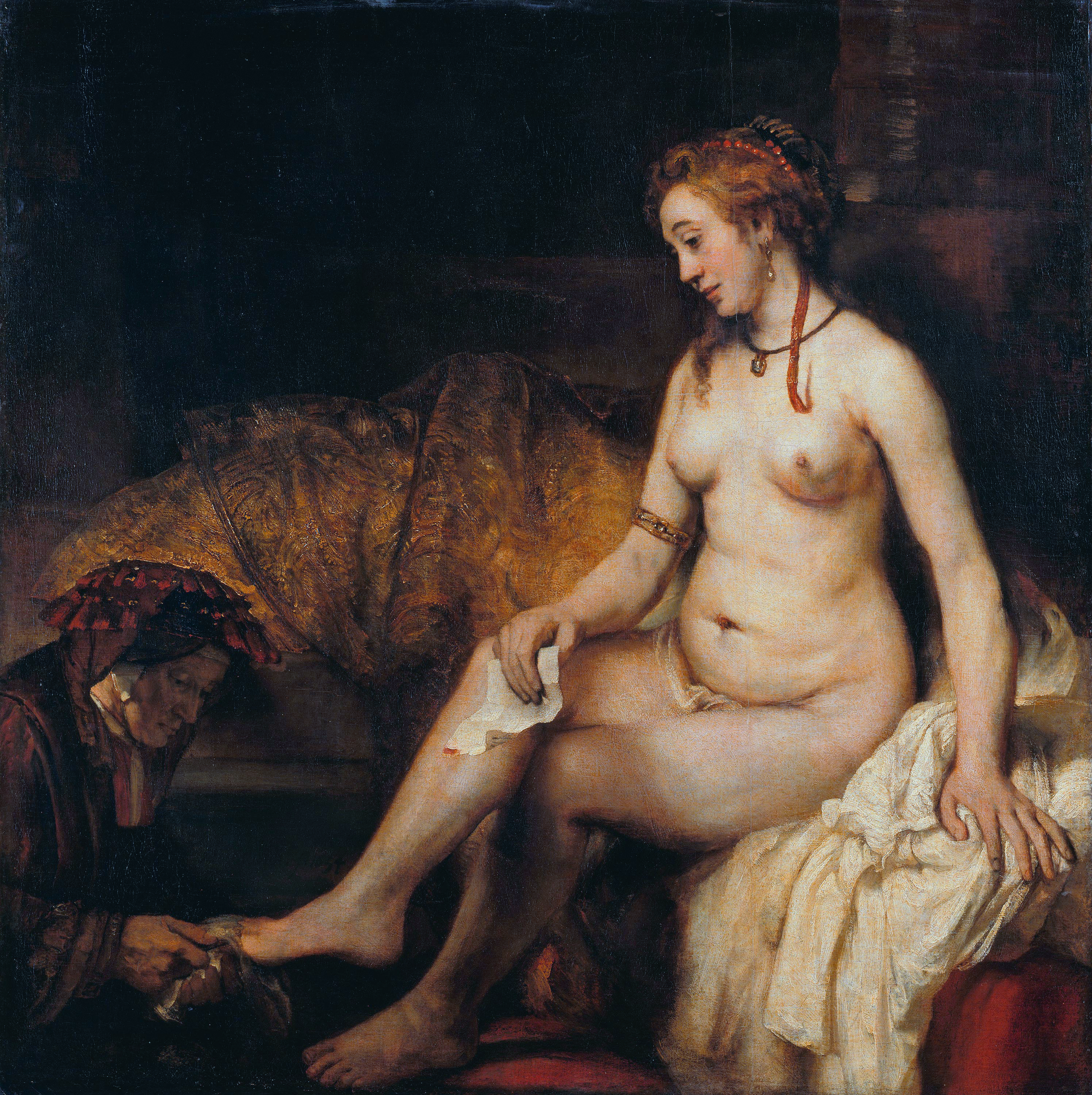
1654年由亨德里克（Hendrickje）的巴思芭（ Bathsheba at Her Bath）
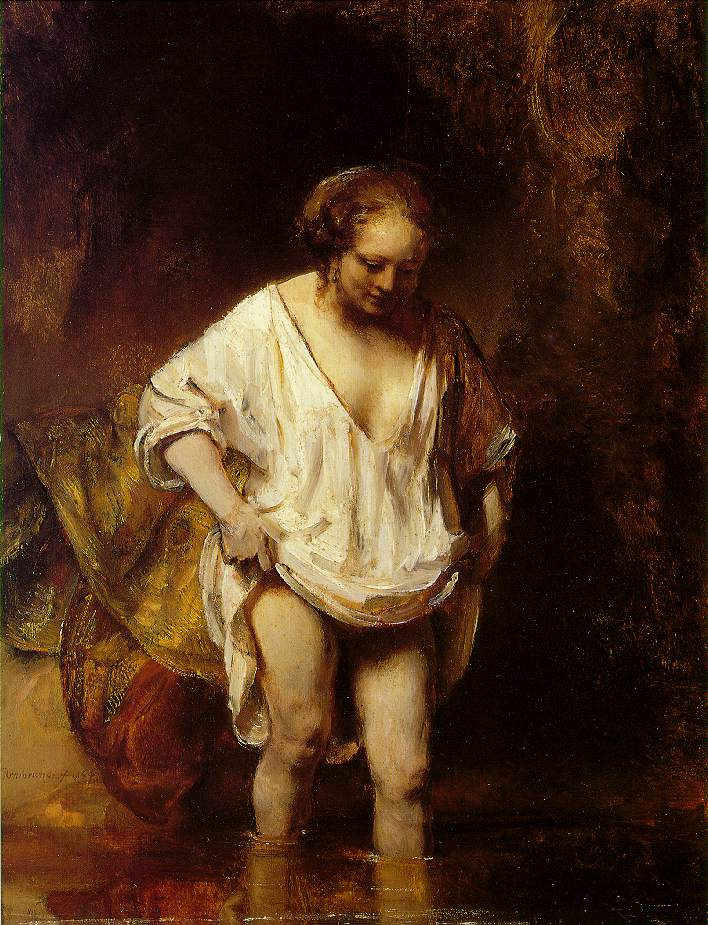
'1654年，亨德里克（Hendrickje）的“溪流中沐浴的女人”
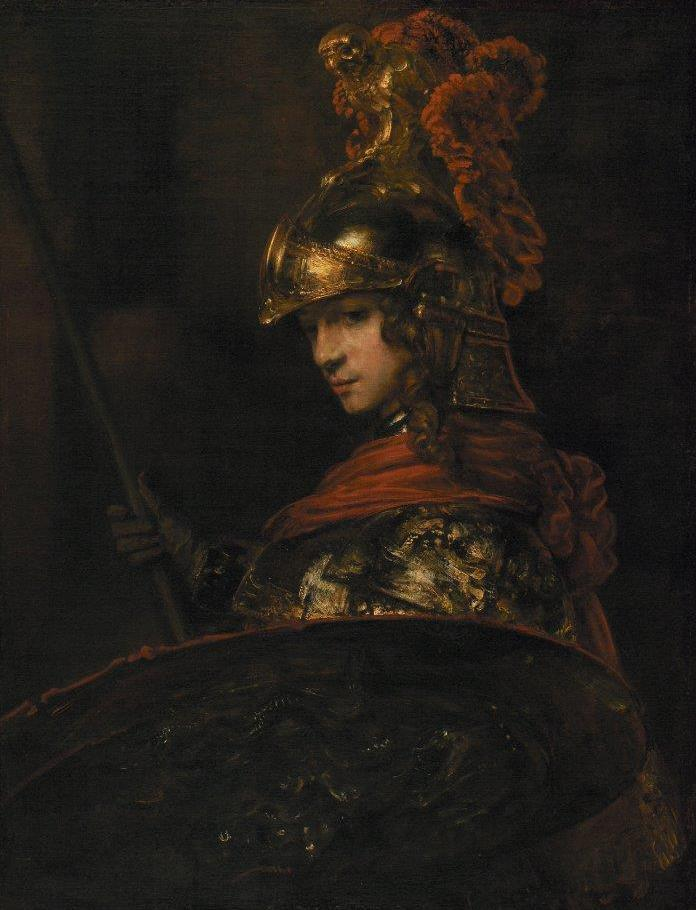
雅典娜·帕拉斯（c.1655）
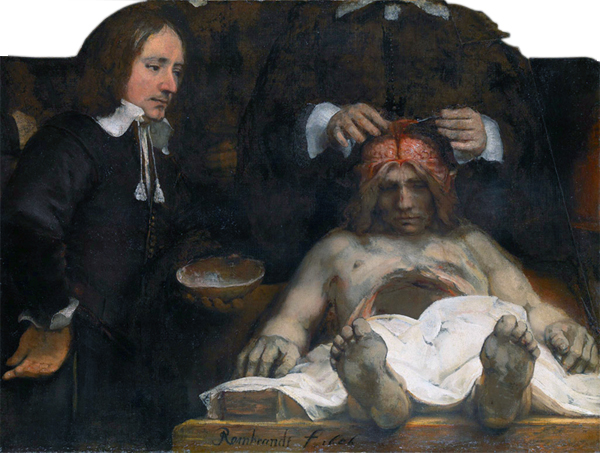
狄曼博士的解剖課，1656年
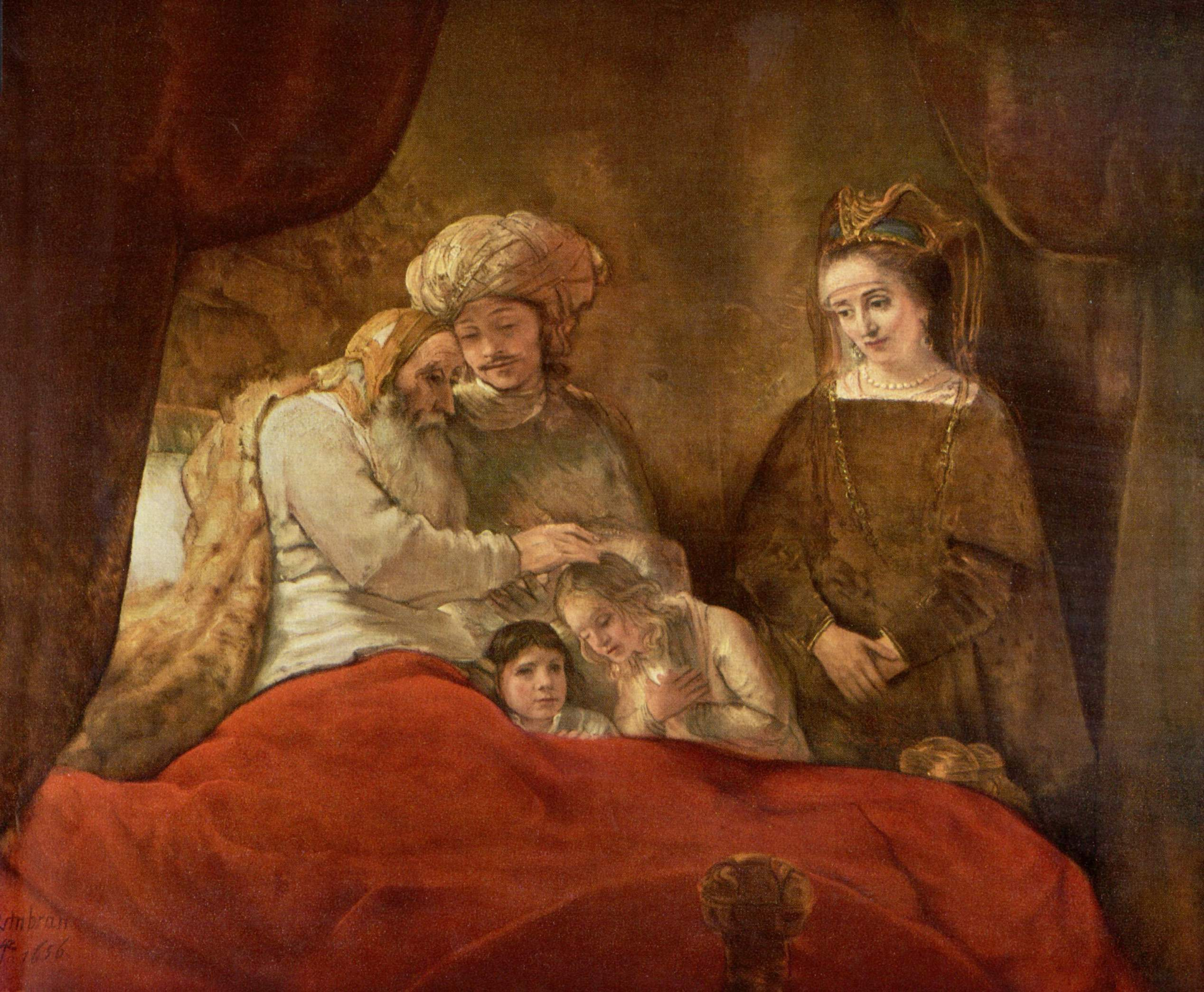
雅各祝福約瑟的兒子，1656年
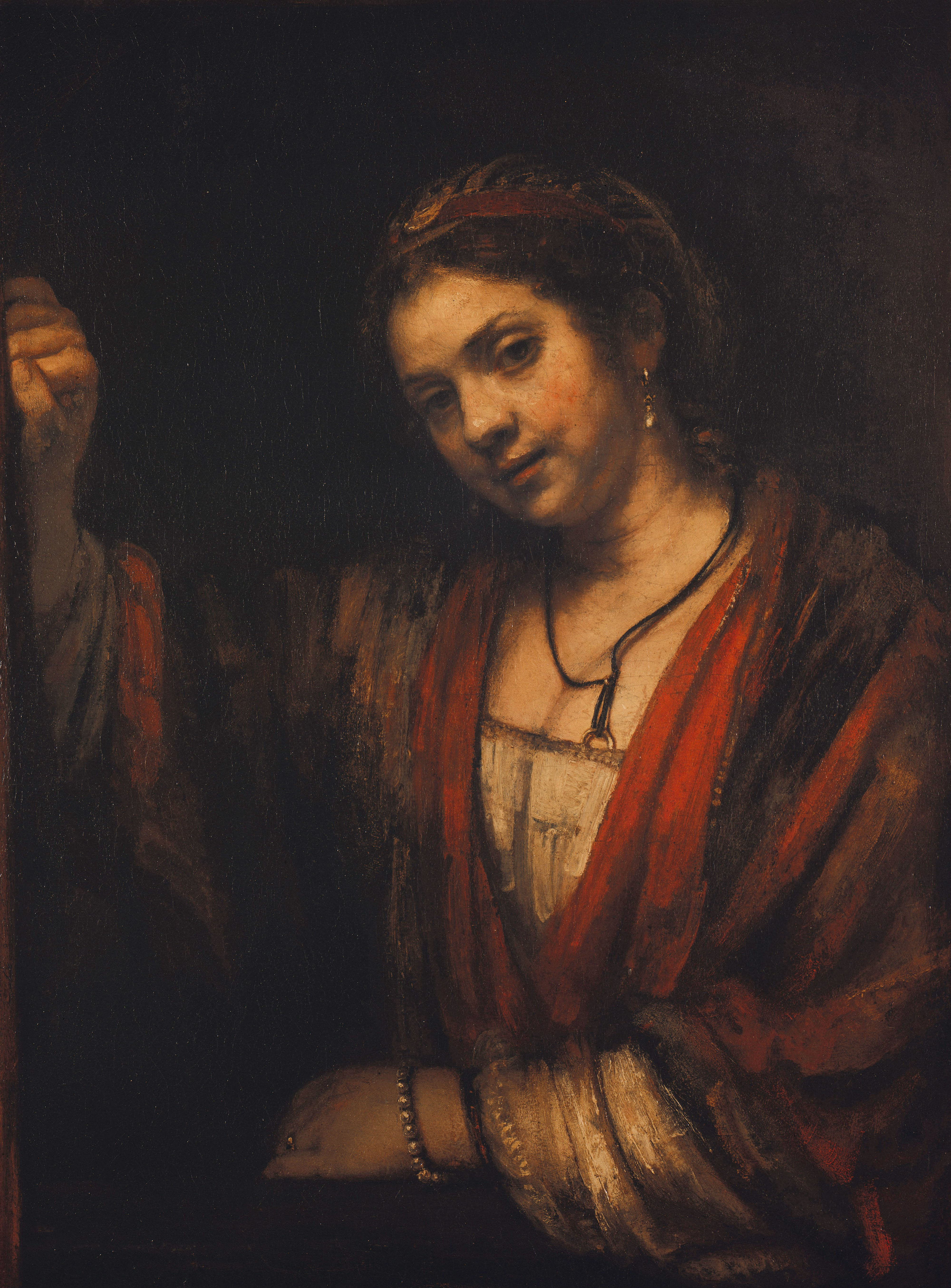
門口的女人，1657-1658年
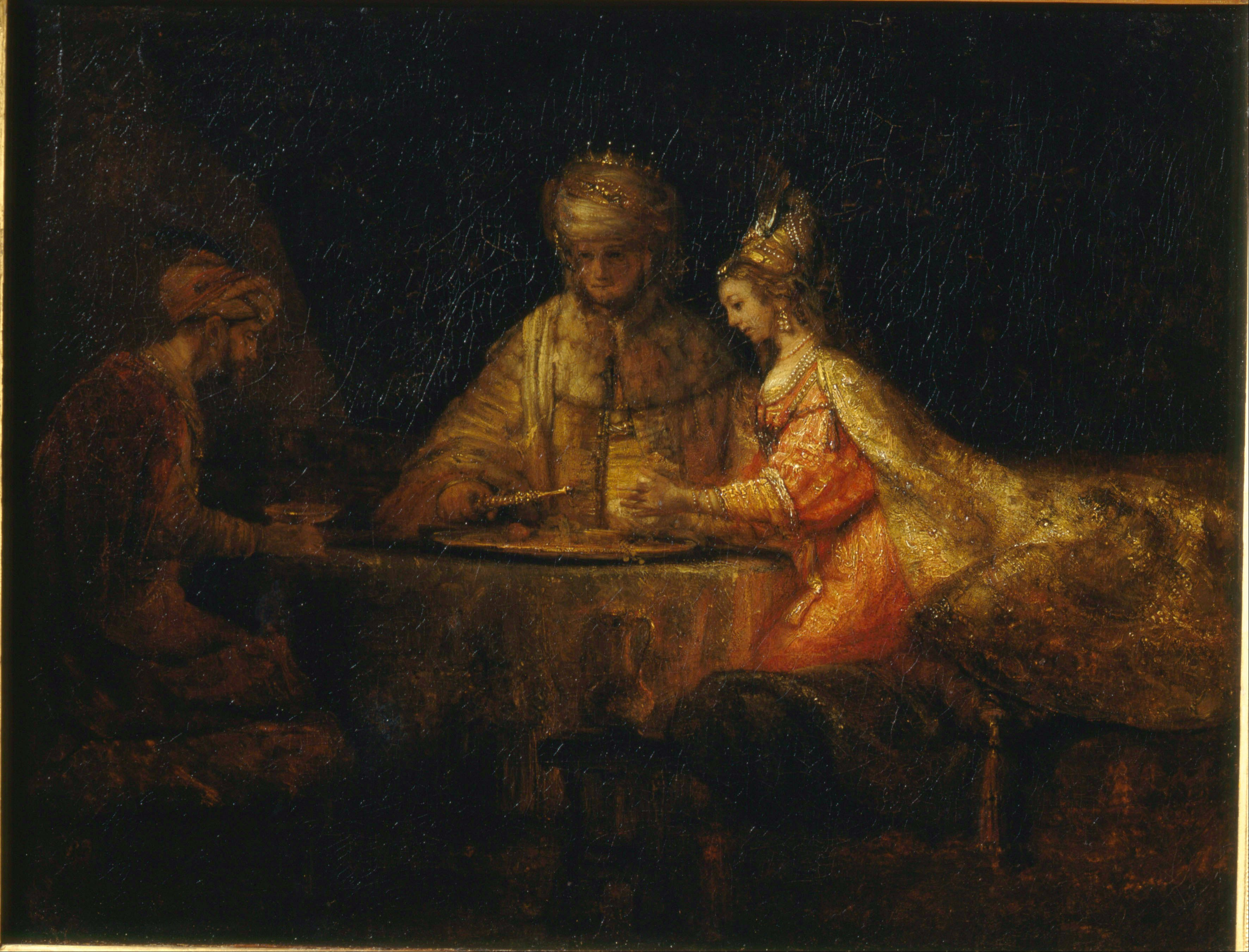
艾哈瑟魯斯和哈曼在以斯帖節上，1660年
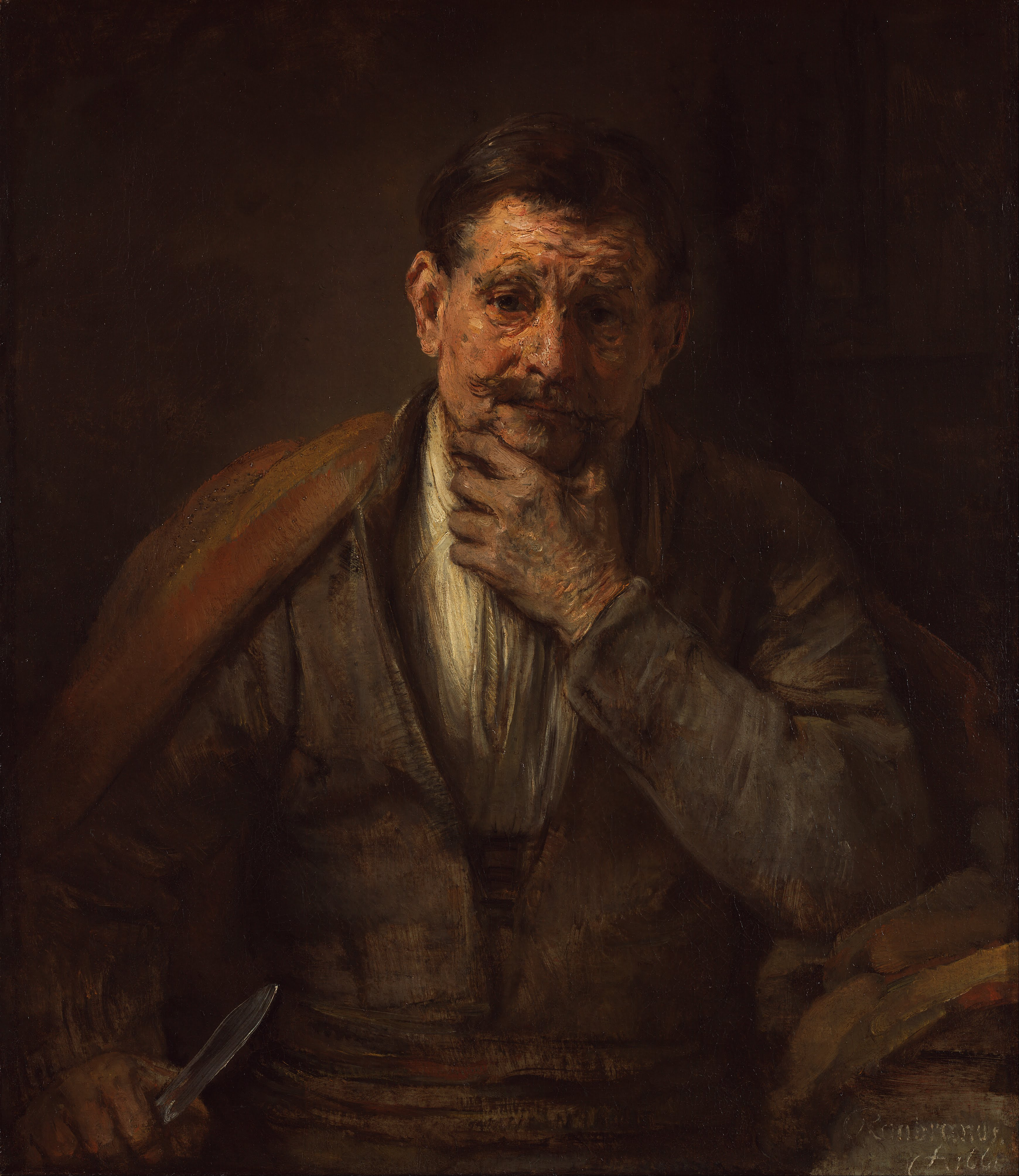
聖巴塞洛繆，1661年，保羅·蓋蒂博物館
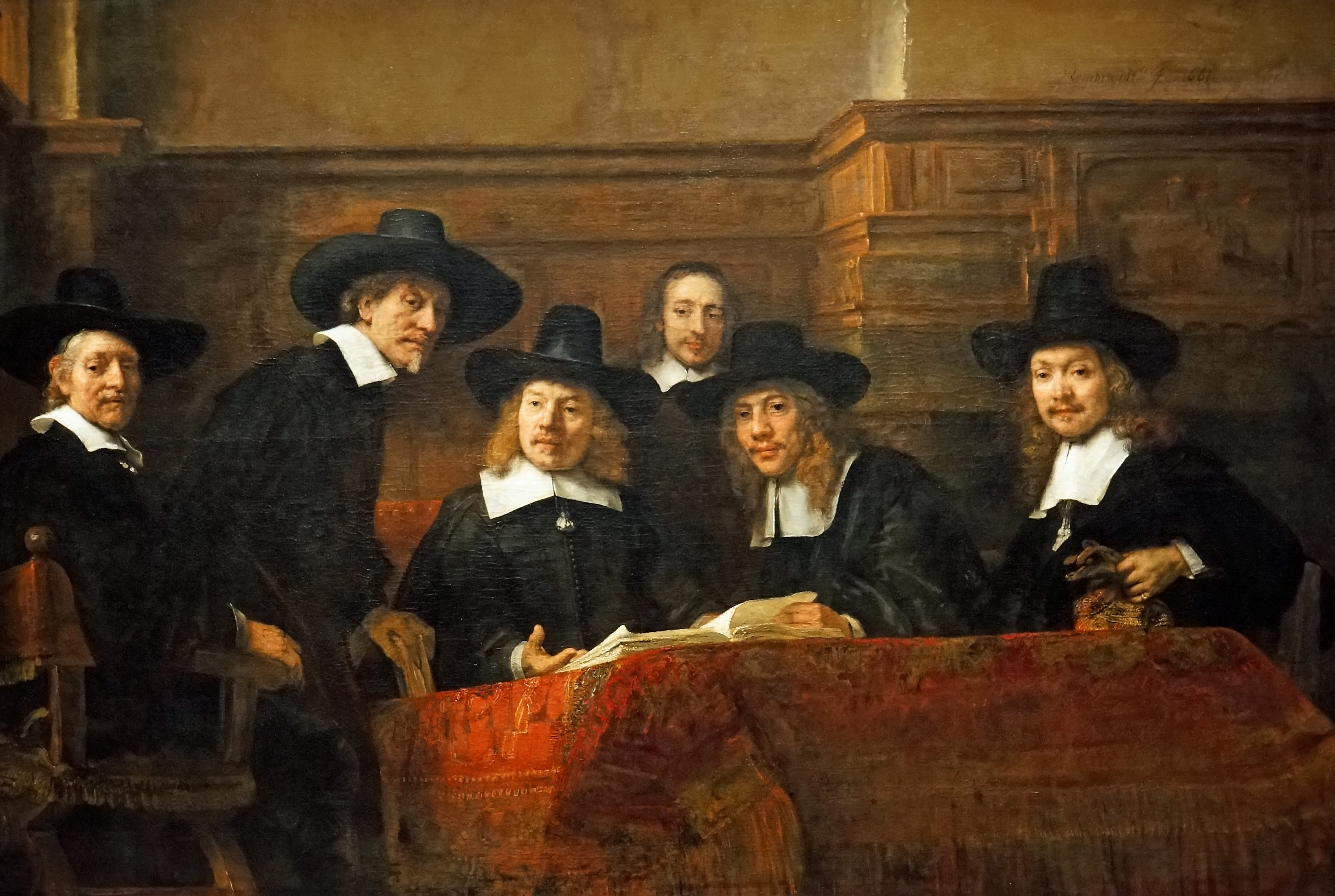
市政官，1662
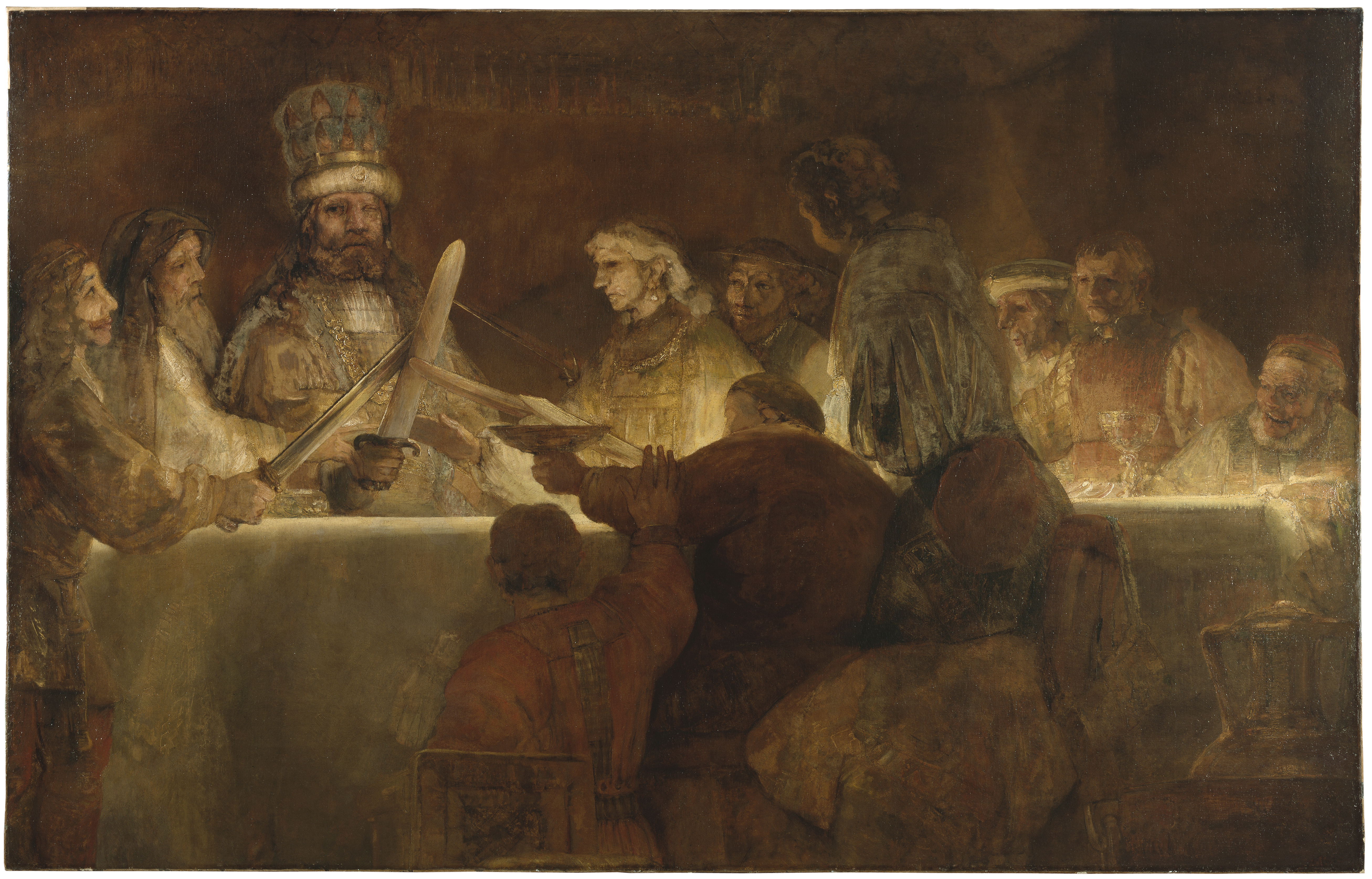
Claudius Civilis的陰謀，1661-62年
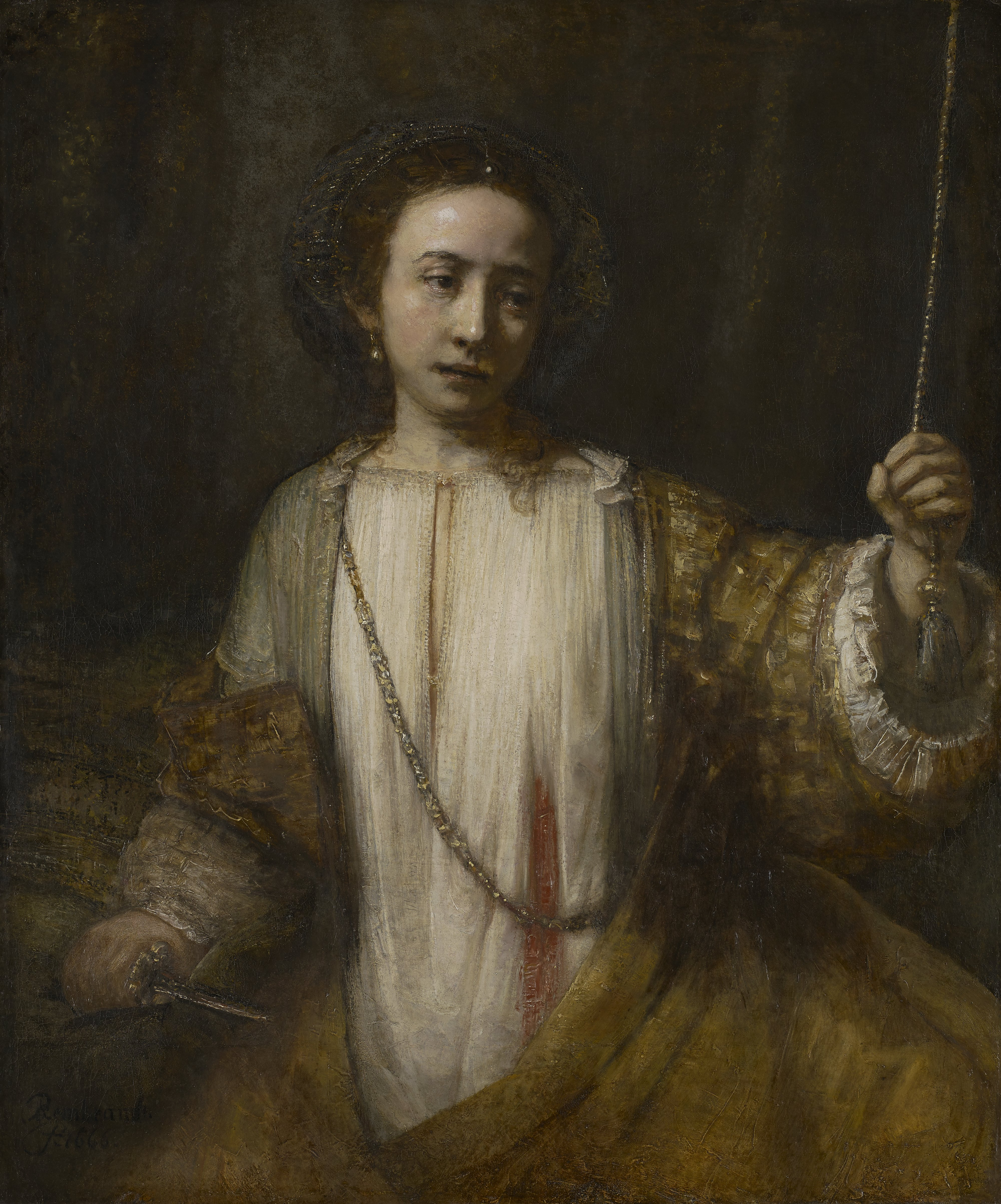
Lucretia，1666年（明尼阿波利斯藝術學院）
浪子回頭，細節，1669 -冬宮博物館，聖彼得堡

## 文學作品（例如詩歌和小說）
- 倫勃朗畫集（米哈伊爾·萊蒙托夫的俄羅斯語言詩，1830年）
- 加斯帕德·德·努伊特（Gaspard de la nuit）：倫勃朗和卡洛特的幻想小說（ Aloysius Bertrand的法語散文詩，1842年）
- Moi，la Putain de Rembrandt（西爾維·馬頓的法語小說，1998）
- 范瑞恩（Van Rijn）（莎拉·艾米麗·米亞諾（Sarah Emily Miano）2006年小說）
- 我是倫勃朗的女兒（Lynn Cullen的2007年小說）
- 倫勃朗事務（2011小說，丹尼爾·席爾瓦（ Daniel Silva））
- 《解剖課》（2014年小說，尼娜·西加爾）
- 倫勃朗的鏡子（金·德維勒克斯（Kim Devereux）的2015年小說）

## 电影
- 《被盜的倫勃朗》（1914年，電影由Leo D. Maloney和JP McGowan執導）
- 一個大的悲劇/TragödieEINESGroßen(1920 film directed by Arthur Günsburg)
- 失踪的倫勃朗（1932年電影，萊斯利·史密斯（ Leslie S. Hiscott）執導）
- 倫勃朗 （1936年，亞歷山大·科達導演的電影）
- 倫勃朗 （1940電影）
- 倫勃朗（de schuilkelder）的倫勃朗/邦克的倫勃朗（1941年，杰拉德·魯滕（Gerard Rutten）執導的電影）
- 倫勃朗 （1942年，漢斯·斯坦霍夫執導的電影）
- 倫勃朗：自畫像（1954年紀錄片，莫里·羅茲曼）
- 倫勃朗，範·德門斯（Schilder van de Mens） /倫勃朗，人畫家（1957年，電影由Bert Haanstra執導）
- 倫勃朗（ Rembrandt）fecit 1669（1977年，喬斯·斯特林（ Jos Stelling）執導的電影）
- 倫勃朗：公眾的眼睛和私人的凝視（Simon Schama的1992年紀錄片）
- 倫勃朗 （1999年電影，查爾斯·馬頓（ Charles Matton）導演）
- 倫勃朗：父親與兒子（1999年，大衛·迪瓦恩導演）
- 竊取倫勃朗（2003年，電影由Jannik Johansen和Anders Thomas Jensen執導）
- 西蒙·沙瑪（Simon Schama）的藝術力量：倫勃朗（2006年BBC紀錄片系列，西蒙·沙瑪（Simon Schama）
- 守夜（2007彼得·格林納威導演的電影）
- 倫勃朗的J'Accuse（彼得·格林納威（ Peter Greenaway）的2008年紀錄片）
- 倫勃朗演義（2011年電影，瑪琳·戈里斯（Marleen Gorris）執導）
- 倫勃朗演義（2011年電影，瑪琳·戈里斯（Marleen Gorris）執導）
- 倫勃朗的夏瑪：晚年的傑作（西蒙·夏瑪的2014紀錄片）
- 倫勃朗：來自倫敦國家美術館和阿姆斯特丹國立博物館（2014紀錄片，凱特·曼索爾）

## 门生学徒
- Isaac de Jouderville
- Ferdinand Bol
- Gerrit Dou
- Willem Drost
- Govert Flinck
- Carel Fabritius
- Samuel van Hoogstraten

## 博物館的收藏
林布蘭收藏在阿姆斯特丹國家博物館的畫作有《夜巡》、《猶太新娘》等。其他畫作收藏在海牙的莫瑞泰斯皇家美術館、聖彼得堡的埃爾米塔日博物館、倫敦的国家美术馆、柏林畫廊、德勒斯登的历代大师画廊、紐約市的大都會藝術博物館和弗里克收藏、華盛頓特區的國家藝廊、法國的卢浮宫、瑞典國立博物館、德國的威廉高地宫殿等地。林布蘭在阿姆斯特丹的家現在是林布蘭故居紀念館，收藏他許多的蝕刻版畫。